# 오버로드 작전
오버로드 작전(Operation Overlord)은 노르망디 전투(영어: Battle of Normandy)에 대한 암호명으로, 연합국이 제2차 세계 대전의 서부 전선에서 성공적으로 마친 작전이다. 1944년 6월 6일 노르망디 상륙이 개시되면서 작전이 시작되었다. 1,200대의 비행기가 공수부대를 상륙작전 이전에 노르망디 지역에 침투시켰다. 상륙 작전은 5,000대의 함선과 160,000명의 병력을 동원하였던 지상 최대의 상륙 작전이었고 8월 말 프랑스에 주둔한 연합군은 200만 명 이상이었다.
1944년 해협 도하 침공을 수행하는 것에 대한 결정은 1943년 5월 워싱턴 회담에서 나온 것이었다. 미국 장군이었던 드와이트 D. 아이젠하워가 연합국 원정군 최고사령부의 사령관으로 임명되었고, 버나드 몽고메리가 침공의 모든 지상군을 담당하는 제21집단군의 사령관으로 지명되었다. 노르망디의 해안가 5곳이 침공 장소로 선정되었다. 미군이 담당한 해안은 유타, 오마하로 명명되었고, 영국군이 담당한 해안은 소드, 골드, 캐나다군의 담당 구역은 주노로 임명되었다. 노르망디 해안가의 상황을 해결시키기 위해 여러 특수 기술이 발달하였는데 멀베리 항구와 호바트의 장난감이라 불리는 것이 바로 이 기술들이다. 연합군은 침공 몇 달 전 여러 기만 작전을 수행했으며 보디가드 작전이라 불린 이 기만전은 전자기술과 시각적 오류를 사용하여 독일군이 연합군 상륙 날짜와 상륙 지점을 헷갈리게 만들었다. 아돌프 히틀러는 대서양 방벽을 따라 침입이 예상되는 지역에 요새를 구축했다.
연합군은 작전 초기 목표를 달성하는데 실패했지만 6월 26일 셸부르 항구를 점령하고, 7월 21일 캉을 탈환하면서 점진적으로 거점을 확장해나갔다. 8월 8일 뤼티히 작전에서 독일군의 반격이 실패로 끝나자 50,000명의 제7군이 팔레즈 포위망에 갇혔다. 연합군은 용기병 작전이라 불리는 남프랑스 상륙 작전을 8월 15일 개시했고, 같은 날  독일군은 프랑스 전 지역에서 후퇴를 시작했다. 8월 25일 연합군은 독일군으로부터 파리를 해방시켰고, 8월 30일 독일군은 센강 동쪽으로 후퇴했다. 오버로드 작전은 이로써 성공적으로 종결되었다.
오버로드 작전의 성공에 대해서는 당대 군인들과 역사학자들의 의견이 일치하지만, 연합군이 이 작전을 어떻게 성공적으로 끝낼 수 있었는 지에 대해서는 학자마다 의견이 갈린다. 연합군의 철저한 준비와 더불어 첫 상륙 당시 기상 조건, 그리고 독일군의 전체적인 지휘 체계와 지휘부 내부의 문제 등이 언급된다. 그리고 오버로드 작전 기간 동안 동부 전선에서 지속적으로 소련군이 작전을 펼쳤고, 그 중에서 바그라티온 작전이 독일군에 궤멸적인 타격을 입힌 것도 오버로드 작전의 승리에 기여한 원인 중 하나로 보는 관점도 있다.  

## 연합군의 작전 준비
1940년 6월 독일군 지휘자인 아돌프 히틀러는 프랑스 공방전을 일컬어 "역사상 가장 위대한 승리"라고 강조했다. 영국군 승조원들은 1940년 5월 27일부터 6월 4일까지 북부 프랑스 해안을 따라 갇힌 338,000명의 연합군 병력을 다이너모 작전 때 영국으로 이동시켰다. 이 중 대다수는 영국 원정군 소속이었다. 영국의 계획 입안가들은 영국의 총리였던 윈스턴 처칠에게 10월 4일 다른 영국 연방 국가들과 미국의 도움이 없는 상황에서 유럽 대륙에 거점을 되찾는 것은 근래에 가능하지 않을 것이라고 보고했다. 추축국이 1941년 6월 바르바로사 작전을 개시하면서 소련의 지도자였던 이오시프 스탈린은 서유럽에서 제2전선을 형성하라고 압박하기 시작했다. 처칠은 미국의 도움에도 불구하고 영국이 그러한 공격을 가할 수 있는 적절한 병력이 없음을 알고 이를 정중히 거절했으며, 그는 제1차 세계 대전 당시의 솜 전투나 파스샹달 전투와 같은 희생이 많은 전방 공격을 피하는 것을 희망했다.
라운드업 작전과 슬레지해머 작전이 1942년부터 1943년까지 계획되었으나 영국군은 이 작전들을 실용적이거나 성공적일 것이라 판단하지 않았다. 대신에 연합국은 1942년 11월 프랑스령 북아프리카에 상륙하는 횃불 작전을 개시하여 지중해에서의 활동을 증가시켰다. 1943년 7월 연합군의 시칠리아 침공, 같은 해 9월 연합군의 이탈리아 침공도 같은 맥락으로 이루어졌다. 이러한 전역들을 통해 연합군은 상륙작전에 대한 귀중한 경험을 쌓게 되었다. 1943년 5월 워싱턴 회담에 참석한 이들은 1년 이내에 영국 해협을 건너는 침공을 시작하기로 결정했다. 처칠은 지중해 전구에서 독일로 향하는 공격을 선호했지만, 대부분의 병력과 장비를 제공하고 있었던 미국은 그를 무시했다. 영국의 프레더릭 E. 모건 중장이 최고사령관 연합군 참모장(COSSAC)으로 임명되어 구체적인 계획을 짜기 시작했다.
초기 계획은 대부분 지중해와 태평양에 이미 배치되어 있었던 상륙정의 수에 의해 제약을 받았다. 1942년 8월 19일 디에프 기습에서 배운 교훈들 중 일부로 인해 연합군은 첫 상륙 시 강력한 방어 시설을 갖춘 프랑스 항구를 직접 공격하지 않기로 결정했다. 디에프에서의 실패는 특히 근접항공지원과 해안에 매우 가까이 접근할 수 있는 특수 함선의 필요성을 강조했다. 슈퍼마린 스핏파이어와 호커 타이푼과 같은 영국 항공기의 짧은 작전 범위는 상륙 지점으로 고려할 지역의 수를 크게 제한했으며, 포괄적인 항공 지원은 가능한 한 오랫동안 상공에 비행기를 유지하는 것에 달려 있었다. 모건은 브르타뉴, 코탕탱반도, 노르망디, 파드칼레를 상륙 지점으로 고려했다. 브르타뉴와 코탕탱은 반도이기 때문에 독일군이 비교적 좁은 지협에서 연합군의 진격을 차단할 수 있어 이 지점들은 제외되었다.
파드칼레는 영국에 가장 가까운 유럽 대륙의 지점으로, 나치 독일이 개발 중이던 V-1과 V-2 로켓의 발사 장소였다. 독일군은 이곳을 가장 가능성 있는 초기 상륙 지점으로 간주하고 가장 강력하게 요새화했다. 그러나 이 지역은 수많은 강과 운하로 둘러싸여 있어 연합군에게 전선을 확장할 기회를 거의 제공하지 않았다. 반면에 노르망디에 넓은 전선에서 상륙하면 셰르부르 항구, 서쪽 브르타뉴의 해안 항구, 파리를 향한 육상 공격 및 궁극적으로 독일로의 공격을 동시에 진행하여 독일군을 위협할 수 있었다. 따라서 연합군은 노르망디를 상륙 지점으로 선택했다. 노르망디 해안의 가장 큰 단점인 항구 시설 부족은 인공 항구의 개발 및 배치를 통해 극복할 수 있었다.
COSSAC 참모진은 1944년 5월 1일에 침공을 시작할 계획이었다. 계획의 초안은 1943년 8월 퀘벡 회의에서 승인되었다. 드와이트 D. 아이젠하워 장군이 연합군 최고사령부(SHAEF) 사령관으로 임명되었다. 버나드 몽고메리 장군은 침공에 참여하는 모든 지상군을 포함하는 제21집단군 사령관으로 임명되었다. 1943년 12월 31일, 아이젠하워와 몽고메리는 처음으로 COSSAC 계획을 보았는데, 이 계획은 세 개 사단이 상륙하고 두 개 사단이 지원하는 양륙 작전을 제안했다. 두 장군은 즉시 초기 침공 규모를 다섯 개 사단으로 확대하고, 추가로 세 개 사단의 공수 강하를 통해 더 넓은 전선에서 작전을 수행하고 셰르부르 항구를 신속히 점령할 것을 주장했다. 이 대규모 확대는 추가 상륙정의 확보를 필요로 했고, 이로 인해 침공은 1944년 6월로 한 달 연기되었다. 결국 연합군은 노르망디 전투에 39개 사단을 투입했으며, 구성 부대는 22개 미국 사단, 12개 영국 사단, 3개 캐나다 사단, 1개 폴란드 사단, 1개 프랑스 사단으로 총 병력은 백만 명 이었다.

### 침공 계획

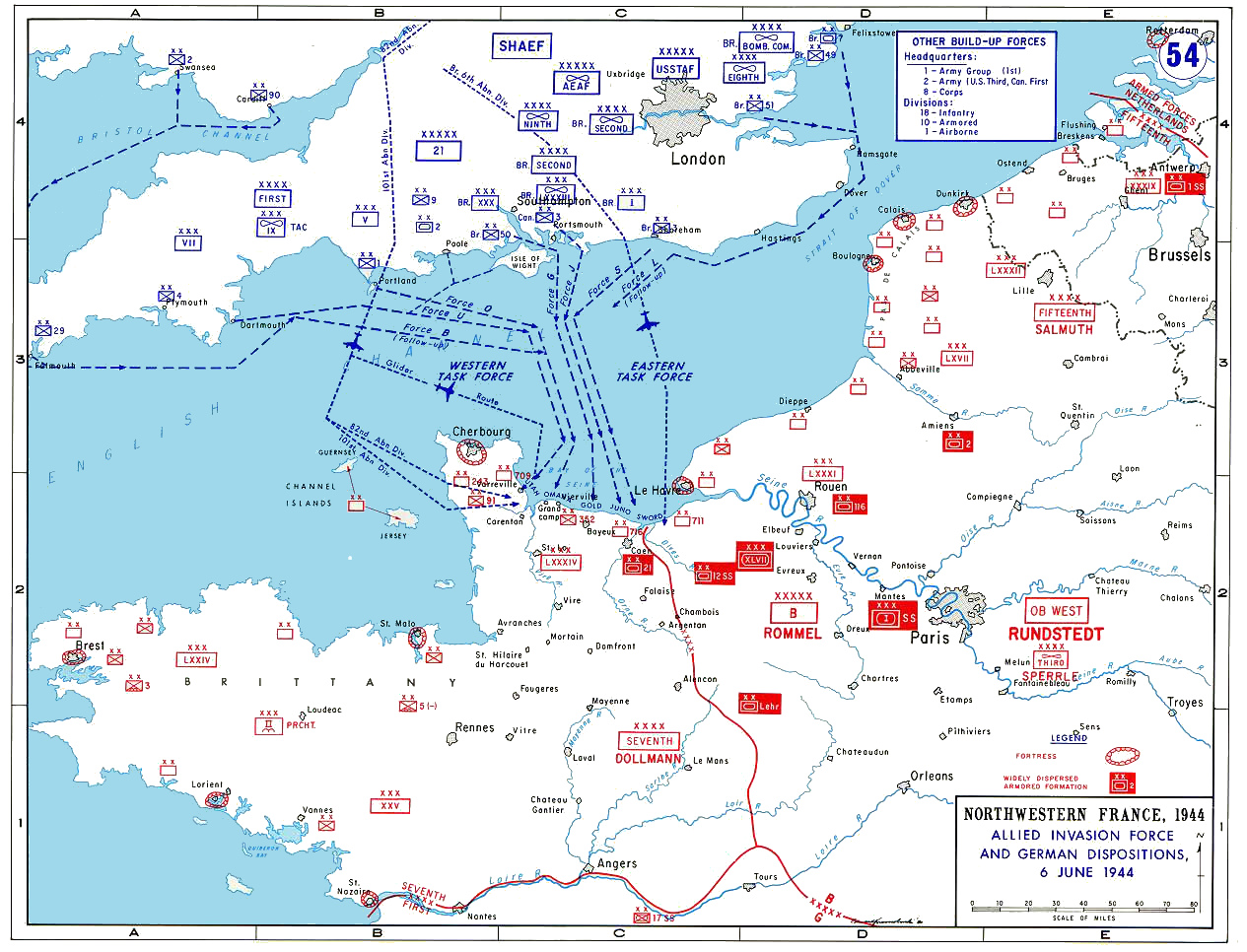
노르망디 상륙 당시 노르망디 공격 루트 계획.

"오버로드"는 대규모 거점을 유럽 대륙에 설립하는 작전에 부여된 명칭이었다. 첫 번째 단계인 상륙 작전과 안전한 교두보 확보는 "해왕성 작전"이라는 암호명으로 불렸으며, 종종 "디데이"로 언급된다. 성공적인 침공을 위해 필요한 공중 우세를 확보하기 위해, 연합군은 독일의 항공기 생산, 연료 공급 및 비행장을 목표로 하는 전략 폭격 작전(암호명 포인트블랭크)을 시작했다. "트랜스포트 계획"에 따라, 프랑스 북부를 차단하고 증원군의 이동을 어렵게 하기 위해 연합군 공군은 통신 인프라와 도로 및 철도 연결 지점을 폭격했다. 이러한 공격은 침공 위치를 정확히 밝히지 않기 위해 광범위하게 이루어졌다. 독일군이 침공의 시기와 위치를 파악하지 못하게 하기 위해 정교한 속임수가 계획되었다.
노르망디 해안선은 17개의 구역으로 나뉘었으며, 오마하 해변 서쪽의 에이블(Able)부터 소드 해변 동쪽 측면의 로저(Roger)까지 통화표를 사용한 코드명으로 구분되었다. 침공 지역이 코탕탱반도의 유타(Utah)를 포함하도록 확장되면서 8개의 구역이 추가되었다. 17개의 구역은 다시 녹색, 적색, 백색 등 색깔로 구분된 해변으로 세분화되었다.
연합군 계획자들은 해상 상륙에 앞서 공수 강하를 계획했다. 동쪽 측면에서는 오른강 다리를 확보하기 위해 캉 근처에, 서쪽 측면에서는 카랑탕 북쪽에 공수부대를 투입할 예정이었다. 초기 목표는 카랑탕, 이지니, 바이외, 캉을 점령하는 것이었다. 유타 해변과 오마하 해변에 상륙할 예정인 미군은 코탕탱반도를 차단하고 셰르부르의 항구 시설을 점령할 계획이었다. 소드 해변과 골드 해변에 상륙할 영국군과 주노 해변에 상륙할 캐나다군은 캉을 점령하고 코몽에서 캉 남동쪽까지 전선을 형성하여 미군의 측면을 보호하면서 캉 근처에 비행장을 구축할 계획이었다. 캉과 그 주변을 확보하면 영국-캐나다군은 남쪽으로 진격하여 팔레즈 마을을 점령하기 위한 적절한 집결지를 확보할 수 있었다. 첫 3주 동안 연합군은 아브랑슈-팔레즈선 북쪽의 모든 점령지를 지키고 안전한 거점을 구축할 계획이었다. 이후 연합군은 센강을 향해 진격할 예정이었다.
버트럼 램지 제독이 이끄는 침공 함대는 미국 구역을 지원하는 서부 해군 기동 부대(앨런 굿리치 커크 제독 지휘)와 영국 및 캐나다 구역을 지원하는 동부 해군 기동 부대(필립 비안 제독 지휘)로 나뉘었다. 오마 브래들리 중장이 이끄는 미국 제1군은 제7군단(유타)과 제5군단(오마하)으로 구성되었다. 영국 측에서는 마일스 뎀프시 중장이 제2군을 지휘하였으며, 제30군단이 골드 해변에, 제1군단이 주노와 소드에 배치되었다. 지상군은 몽고메리의 지휘 아래 있었고, 공군 지휘는 트래퍼드 리맬러리 공군 원수가 맡았다. 제1캐나다군에는 폴란드, 벨기에, 네덜란드에서 온 병과 부대도 포함되었다. 다른 연합국들도 참여했다.

### 정찰

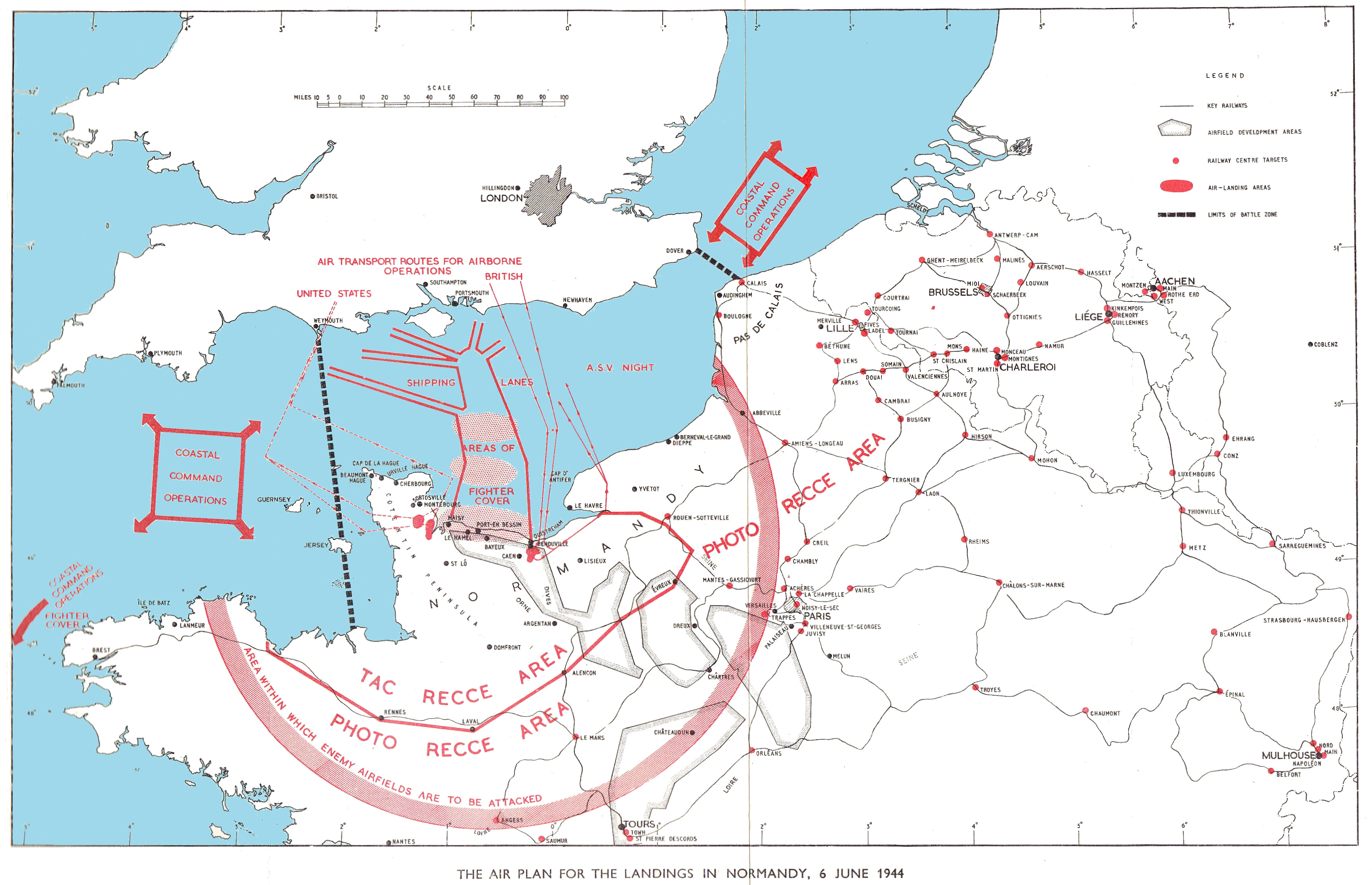
노르망디 상륙 당시 연합군의 항공 계획.

연합국 원정 공군은 1944년 4월부터 6월 6일까지 3,200회 이상의 사진 정찰 임무를 수행했다. 노르망디 침공군에게 지형, 해변 장애물, 벙커 및 총포대 같은 방어 구조물을 보여주기 위해 해안선 사진은 매우 낮은 고도에서 촬영되었다. 침공 위치를 숨기기 위해 유럽 해안선을 따라 정찰 비행이 이루어졌다. 내륙 지형, 다리, 병력 배치, 건물 등도 여러 각도에서 촬영되었다. 연합작전 안내팀 구성원들은 비밀리에 깊이 측정을 포함한 상세한 항구 지도를 준비했다. BBC에서 발표한 유럽의 휴가 사진과 엽서에 대한 요청으로 천만 개 이상의 휴가 사진과 엽서가 생산되었으며, 그 중 일부는 유용하게 사용되었다. 프랑스 레지스탕스는 추축군의 병력 이동과 독일군이 벙커 및 기타 방어 시설에 사용한 건설 기술에 대한 세부 정보를 제공했다.
많은 독일군 라디오 메시지는 에니그마 기계 및 기타 암호 기술을 사용하여 암호화되었고, 암호는 자주 변경되었다. 블레츨리 파크에 주둔한 암호 해독팀은 독일군의 계획과 병력 이동에 대한 사전 정보를 제공하기 위해 가능한 한 빨리 암호를 해독했다. 영국 군사 정보국은 이 정보를 울트라 정보라고 암호화했으며, 이는 최고 지휘관들에게만 제공되었다. 서부 전선 사령관인 게르트 폰 룬트슈테트 원수가 사용하는 에니그마 암호가 3월 말까지 해독되었다. 독일 정보부는 연합군의 상륙 후 에니그마 암호를 변경했으나 6월 17일까지 연합군은 다시 에니그마를 해독할 수 있었다.

### 기술

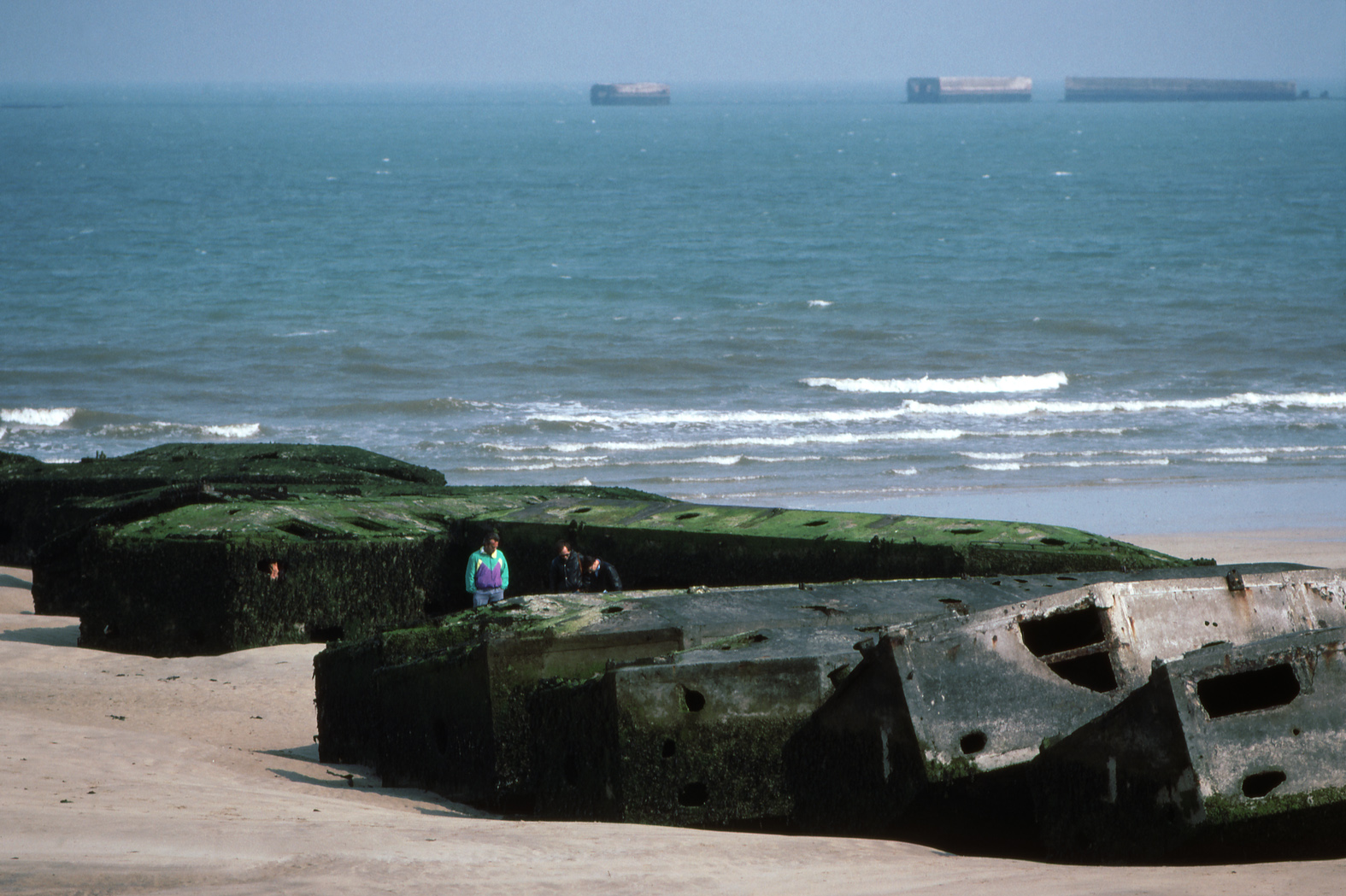
1990년에 골드 해변 지역이었던 아로망시레베에 남아있는 멀베리 항구 B.

디에프 기습의 참사 이후, 연합군은 오버로드 작전을 위해 새로운 기술을 개발했다. 초기 해상 폭격과 공중 공격을 보완하기 위해 일부 상륙정은 야포 및 대전차포를 장착하여 근접 지원 사격을 제공할 수 있도록 했다. 연합군은 즉시 강력한 방어를 갖춘 프랑스 항구를 공격하지 않기로 결정하고, COSSAC 계획자들이 설계한 두 개의 인공 항구인 멀베리 항구를 개발했다. 각 조립체는 부유식 외곽 방파제, 내부 콘크리트 케이슨(피닉스 방파제라고 불림), 여러 개의 부유식 부두로 구성되었다. 멀베리 항구는 블록쉽 쉼터(암호명 "구즈베리")로 보완되었다. 연료를 대륙에서 확보하기 어렵거나 불가능할 것이라는 예상에 따라, 연합군은 "해저 파이프라인"(PLUTO)을 구축했다. 직경 76mm의 특수 제작된 파이프는 와이트섬에서 셰르부르까지 D데이 + 18일에 해저에 설치될 예정이었다. 기술적인 문제와 셰르부르 점령 지연으로 인해 파이프라인은 9월 22일까지 운영되지 않았다. 두 번째 파이프라인은 10월 말에 던지네스에서 불로뉴까지 설치되었다.
영국군은 노르망디 전역에서 예상되는 상황에 대처하기 위해 특수 전차들을 제작했으며, 이들은 호바트의 장난감(Hobart's Funnies)이라는 별명을 얻었다. 퍼시 호바트 중령의 감독 하에 개발된 이 전차들은 개조된 M4 셔먼 및 처칠 전차였다. 예로는 지뢰 제거 장치를 갖춘 셔먼 크랩 전차, 화염방사기를 장착한 처칠 크로커다일, 해안 방벽을 넘거나 다른 장애물을 극복하기 위해 다른 전차들이 다리로 사용할 수 있는 장갑 램프 캐리어가 있다. 일부 지역에서는 해변이 탱크의 무게를 견딜 수 없는 부드러운 점토로 이루어져 있었다. 보빈 전차는 부드러운 표면 위에 매트를 깔아 일반 전차들이 지나갈 수 있는 길을 남겼다. 돌격 차량 왕립 공병(AVRE)은 다리를 놓는 등 여러 전투 공병 임무를 위해 수정된 처칠 전차였으며, 탄약통에 큰 폭약을 발사할 수 있는 폭파포를 장착하고 있었다. 듀플렉스 드라이브 전차(DD 전차)는 호바트의 팀에서 개발한 또 다른 설계로, 방수 캔버스 스크린을 압축 공기로 부풀려 부유 상태를 유지하는 자주식 수륙양용 전차였다. 이 전차들은 쉽게 물에 잠겼으며, 디데이에는 특히 오마하 해변에서 많은 전차가 해안에 도달하기 전에 침몰했다.

### 기만 작전
침공에 앞서 몇 달 동안 연합군은 독일군을 주 연합군 상륙의 날짜와 위치에 대해 오도하기 위한 전체 전략인 보디가드 작전을 수행했다. 포티튜드 작전에는 노르웨이에 대한 공격을 예상하게 하기 위해 가짜 무선 통신을 사용하는 북포티튜드 작전과, 7월에 파드칼레에서 상륙이 이루어질 것이라고 독일군을 속이기 위한 주요 기만 작전인 포티튜드 작전이 포함되었다. 가상의 미국 제1집단군이 창설되었고 조지 S. 패튼 중장의 지휘 아래 켄트주와 서섹스에 본부가 있는 것으로 알려졌다. 연합군은 영화 제작자들이 만들어다 바친 가짜 전차, 트럭, 상륙정을 제작하여 해안 근처에 배치했다. 제2캐나다군단과 제2캐나다사단을 포함한 여러 군사 부대가 그 지역으로 이동하여 독일군에 대규모 병력이 그곳에 모이고 있다고 착각하게 만들었다. 가짜 무선 통신 방송 외에도, 제21군단의 진짜 무선 메시지는 처음에 지상 회선을 통해 켄트로 라우팅된 후 방송되어 독일군에게 대부분의 연합군이 그곳에 주둔하고 있다는 인상을 주었다.[ 패튼은 7월 6일까지 영국에 주둔하여 독일군이 칼레에서 두 번째 공격이 있을 것이라고 믿게 했다. 군사 및 민간인 모두 비밀 유지의 필요성을 인식하고 있었으며, 특히 침공 직전에 병력들은 최대한 격리되었다. 미국의 헨리 J. F. 밀러 장군은 파티에서 침공 날짜를 누설한 후 불명예스럽게 미국으로 송환되었다.
독일군은 영국에서 광범위한 스파이 네트워크가 운영되고 있다고 생각했지만, 실제로는 모든 요원이 체포되었고 일부는 이중 스파이가 되어 더블 크로스 시스템의 일환으로 연합군을 위해 일하고 있었다. "가르보"라는 암호명으로 알려진 나치에 반대하는 스페인인 이중 요원 후안 푸졸 가르시아는 디데이에 이르기까지 2년 동안 독일군이 자신들을 위해 정보를 수집하고 있다고 믿게 만든 가짜 정보원 네트워크를 개발했다. 디데이에 앞서 몇 달 동안 푸졸은 마드리드의 상관들에게 수백 건의 메시지를 보냈으며, 이 메시지는 영국 정보국이 준비한 것으로 칼레에서 7월에 공격이 있을 것이라고 독일군을 설득하기 위한 것이었다.
디데이 상륙을 준비하기 위해 영국 공군은 프랑스 해안의 많은 독일 레이더 기지를 파괴했다. 침공 전야에 제617비행대대는 택서블 작전에서 "윈도우"라고 불리는 금속 호일 조각을 투하했으며, 독일 레이더 운영자들은 이를 해군 호송선단이 캡 당티페르(실제 디데이 상륙지점에서 약 80km 떨어짐)로 접근하는 것으로 해석했다. 독일군의 착각은 조색기구를 견인하는 소형 선박 그룹으로 강화되었다. 영국 공군 제218비행대대는 글리머 작전에서 불로뉴쉬르메르 근처에 "윈도우"를 투하했다. 같은 밤, 소규모 SAS 작전 부대가 르아브르와 이지니 상공에 가짜 낙하산병을 투하했다. 이 가짜 낙하산병들은 독일군으로 하여금 추가적인 공수 작전이 발생했다고 믿게 만들었다.

### 준비 및 보안

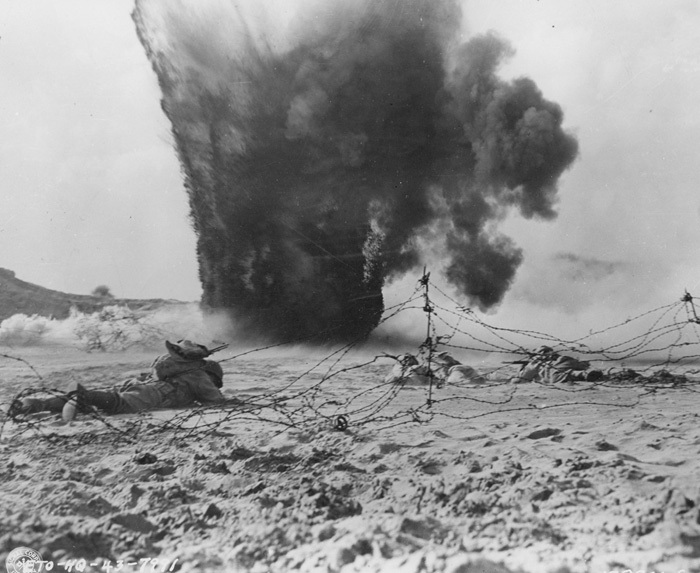
미군이 잉글랜드에서 실탄으로 노르망디 상륙 훈련 중인 모습.

오버로드 상륙 작전을 위한 훈련은 1943년 7월부터 시작되었다.  데번의 슬랩턴 마을은 인근 해변이 상륙이 계획된 노르망디 해안과 유사하여 1943년 12월 마을 주민들을 피난시켰고, 상륙정 사용 및 해변 장애물 관리 등을 포함한 훈련 장소로 군대가 점령했다. 1944년 4월 27일, 그곳에서 발생한 아군 오발 사건으로 최대 450명이 사망했다. 다음 날, 독일 어뢰정이 타이거 훈련을 수행 중인 "U" 돌격 부대원을 기습하여 추가로 749명의 미국 병사와 해군이 사망했다. 상륙정과 실탄을 사용한 훈련은 스코틀랜드 인버라레이의 연합 훈련 센터에서도 이루어졌다. 해군 훈련은 북아일랜드에서 진행되었고, 런던과 다른 지역의 의료팀은 예상되는 사상자들을 어떻게 처리할지 리허설을 했다. 낙하산 부대는 1944년 3월 23일 처칠, 아이젠하워 및 다른 고위 관계자들이 참관한 대규모 시범 강하를 포함한 훈련을 수행했다.
연합군 계획자들은 상륙 작전 계획에서 전술적 기습이 필수 요소라고 생각했다. 상륙의 정확한 날짜와 위치에 대한 정보는 군대의 최고위층에만 제공되었다. 병사들은 5월 말에 집결지에서 나갈 수 없었고 외부와의 추가적인 연락이 차단되었다.  병사들은 지명을 제외한 모든 세부 사항이 정확히 반영된 지도를 사용하여 브리핑을 받았으며, 대부분은 승선하기 전까지 실제 목적지를 알지 못했다. 영국에서의 뉴스 차단은 기만 작전의 효과를 높였다. 장병들은 아일랜드로의 왕래가 금지되었고, 영국 해안 몇 킬로미터 내에서의 이동도 제한되었다.

### 기상 예보

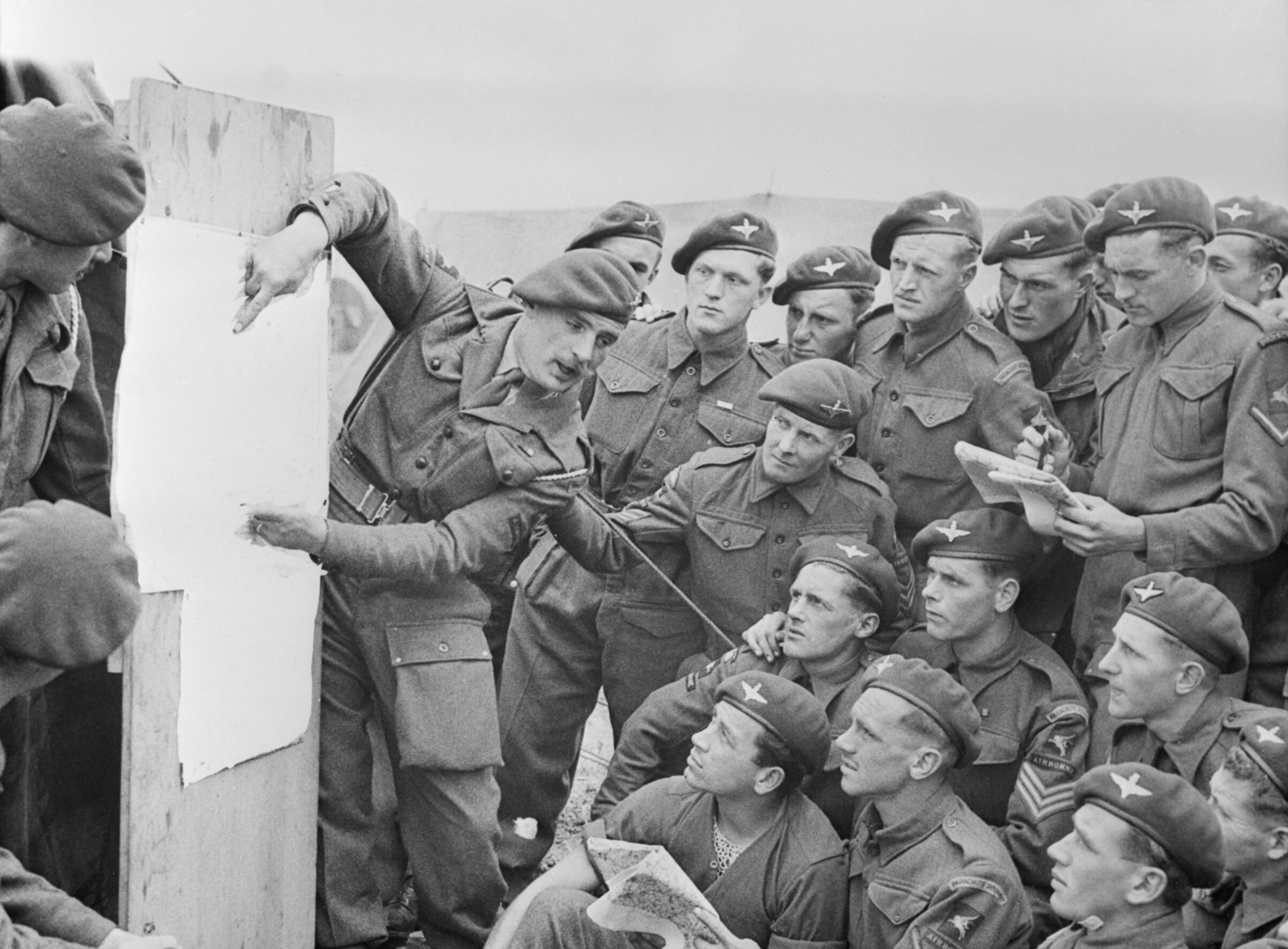
1944년 6월 4일부터 6월 5일 사이 침공에 대해 브리핑을 받는 제6공수사단 제22독립강하중대 대원들.

상륙 작전 계획자들은 상륙 시기에 대한 일련의 조건을 명시하며, 상륙은 매월 몇 안 되는 날만 적합하다고 판단했다. 항공기 조종사에게 조명을 제공하고 가장 높은 조수가 생기게 하는 보름달이 상륙 기상 조건으로 바람직했다. 연합군은 상륙을 해가 뜨기 직전, 만조와 간조의 중간 지점에 조수가 들어오는 시점으로 계획하고자 했다. 이는 적이 해변에 설치한 장애물의 가시성을 높이면서 병사들이 노출된 상태에서 보내야 하는 시간을 최소화할 수 있게 했다. 풍속, 가시성, 구름 덮개에 대한 구체적인 기준도 설정되었다. 아이젠하워는 6월 5일을 공격 날짜로 잠정적으로 선택했으나, 6월 4일에 높은 바람과 거친 파도로 인해 상륙정을 출발시키는 것이 불가능했고 낮은 구름으로 인해 항공기가 목표물을 찾을 수 없게 되어 상륙에 적합하지 않은 것으로 판단되었다.
6월 4일 저녁, 영국 왕립공군 소속의 제임스 스태그가 이끄는 연합군 기상팀은 날씨가 충분히 개선되어 6월 6일에 상륙 작전을 진행할 수 있을 것이라고 예측했다. 그는 햄프셔의 사우스위크 하우스에 있는 사령부에서 아이젠하워와 다른 고위 지휘관들을 만나 상황을 논의했다. 몽고메리 장군과 아이젠하워의 비서실장인 월터 베델 스미스 소장은 상륙 작전을 개시하기를 열망했다. 버트럼 램지 제독은 함정을 투입할 준비가 되어 있었으나, 트래퍼드 리맬러리 공군 원수는 날씨 조건이 연합군 항공기에 불리할 것이라고 우려를 표했다. 많은 논의 끝에 아이젠하워는 상륙 작전을 강행하기로 결정했다.
대서양에 대한 연합군의 통제로 인해 독일 기상학자들은 연합군만큼 다가오는 기상 상황에 대한 정보를 얻지 못했다. 파리에 있는 루프트바페 기상 센터는 2주간의 폭풍우를 예측했기 때문에 많은 독일 국방군 지휘관들이 렌에서 열리는 전쟁 게임에 참석하기 위해 자리를 비웠고, 많은 부대의 병사들에게 휴가가 주어졌다. 에르빈 롬멜 원수는 아내의 생일을 축하하고 히틀러를 만나 더 많은 전차를 확보하기 위해 독일로 돌아갔다.
아이젠하워가 상륙 작전을 다시 연기했더라면, 바람직한 보름달은 없지만 적절한 조수 조건을 가진 다음 가능한 기간은 6월 18일부터 20일까지였다. 실제로 이 기간 동안 연합군은 6월 19일부터 22일까지 4일 동안 지속된 대규모 폭풍우를 만나 초기 상륙이 불가능했을 것이다.

## 독일군의 준비
나치 독일은 프랑스와 저지대 국가에 50개 사단을 배치하고, 덴마크와 노르웨이에 18개 사단을 주둔시켰다. 독일에서는 15개 사단이 형성되고 있었지만 전략적 예비군은 없었다. 칼레 지역은 한스 폰 잘무트 상급대장(Generaloberst)의 15군이 방어하고 있었으며, 노르망디는 프리드리히 돌만 상급대장의 제7군이 방어하고 있었다. 동부 전선에서 발생한 특히 많은 전투 손실로 인해 독일군은 더 이상 젊고 건강한 남성을 충분히 확보할 수 없었다. 독일군 병사들은 노르망디 상륙 당시 연합군 병사들보다 평균적으로 6살 더 많았다. 노르망디 지역의 많은 병사들은 오스트레지오넨(Ostlegionen)으로, 튀르키스탄, 러시아, 몽골 등지에서 온 징집병 및 자원병들이었다. 국방군(Wehrmacht)은 그들에게 주로 신뢰할 수 없는 포획 장비를 제공했으며, 그들은 기계화된 수송 수단을 갖추고 있지 않았다. 나중에 도착한 제12SS기갑사단 히틀러유겐트와 같은 부대들은 대체로 더 나이가 젊었고, 해안에 주둔 중인 병력들보다 훨씬 더 잘 훈련되고 더 좋은 장비를 갖추고 있었다.
1944년 초, 서부최고지휘부는 인력과 물자가 동부 전선으로 전출되어서 크게 약화되었다. 소련의 드네프르-카르파티아 공세(1943년 12월 24일 - 1944년 4월 17일) 동안, 독일 최고 사령부는 프랑스에 있던 제2SS기갑군단 전체를 전출해야 했다. 여기에는 제9SS기갑사단과 제10SS기갑사단, 제349보병사단, 제507중기갑대대, 제311 및 제322돌격포여단이 포함되었다. 프랑스에 주둔한 독일군 중 45,827명의 병력과 363대의 전차, 돌격포 및 자주 대전차포가 전출되었다. 이는 퓌러 지침 51호가 서부 전선에서 동부 전선으로 전출을 금지한 이후 첫 주요 전출이었다. 또한 이탈리아 전선으로의 전출도 있었다. 룬트슈테트는 그의 최정예 부대들이 이탈리아로 차출된 것에 대해 "헛된 소명"이라며 불평했고, "그 끔찍한 부츠 모양의 나라를 떠나야 했다니 미친 짓이다 ... 우리는 알프스 국경에서 몇 개 사단만으로도 제대로 된 전선을 유지할 수 있었을 것이다"라고 말했다.
제1SS기갑사단 경호친위대 아돌프 히틀러, 제9기갑사단, 제11기갑사단, 제19기갑사단, 제116기갑사단, 그리고 제2SS기갑사단 다스 라이히는 드네프르-카르파티아 공세 동안 심각한 피해를 입은 후 대대적인 재정비를 위해 1944년 3월에서 5월 사이에 프랑스로 도착했다. 프랑스에 주둔한 11개의 기갑사단 또는 기갑척탄병사단 중 7개 사단은 1944년 6월 초에도 여전히 완전히 작전 가능하지 않거나 부분적으로만 기동할 수 있었다.

### 대서양 방벽

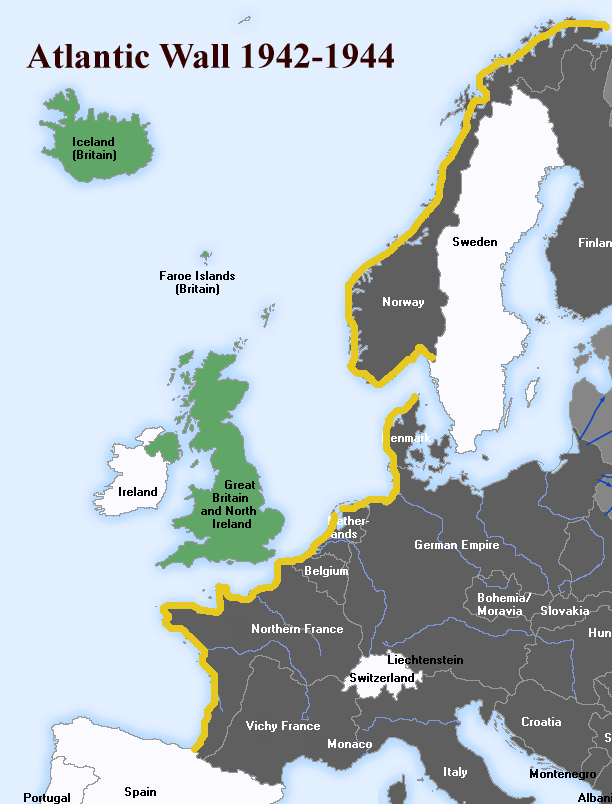
대서양 방벽

1942년 생나제르와 디에프에서의 기습에 놀란 히틀러는 연합군의 침공에 대비하기 위해 스페인에서 노르웨이까지 대서양 연안을 따라 요새 건설을 명령했다. 그는 15,000개의 방어 진지가 300,000명의 병력에 의해 수비되기를 구상했지만, 콘크리트와 인력 부족으로 대부분의 방어 거점은 건설되지 않았다. 연합군 침공의 예상 지점인 파드칼레는 강력하게 방어되었다. 노르망디 지역에서 가장 좋은 요새는 셰르부르와 생말로의 항구 시설에 집중되어 있었다.
1943년 10월, 룬트슈테트가 히틀러에게 프랑스 방어가 약하다는 보고서를 제출한 이후, 롬멜이 네덜란드에서 셰르부르까지 예상 침공 전선에 추가 요새 건설을 감독하도록 임명되었다. 롬멜은 새로 재편성된 B 집단군의 지휘를 맡았으며, 여기에는 제7군, 제15군, 네덜란드를 수비하는 부대가 포함되었다. 나치 독일의 복잡한 지휘 구조는 롬멜이 임무를 완수하는 데 어려움을 주었다. 그는 군수 장관 알베르트 슈페어가 지휘하는 토트 조직에 명령을 내릴 수 없었기 때문에, 일부 지역에서는 병사들을 건설 작업에 배치해야 했다.
롬멜은 노르망디 해안이 연합군이 침공할 가능성이 있는 상륙 지점이 될 수 있다고 믿고, 그 해안에 광범위한 방어 공사를 명령했다. 해안의 전략적 지점에 콘크리트 포대 외에도, 상륙정을 지연시키고 전차의 이동을 방해하기 위해 해변에 목재 말뚝, 금속 삼각대, 지뢰, 대전차 장애물을 설치하도록 지시했다. 연합군이 해병대가 해변에서 노출되는 시간을 줄이기 위해 만조 시 상륙할 것으로 예상하고, 많은 장애물을 만조선에 배치하도록 명령했다. 철조망, 함정, 지상 덮개의 제거 등으로 보병의 접근을 위험하게 만들었다. 롬멜의 명령에 따라 해안에 설치된 지뢰의 수가 세 배로 늘어났다. 연합군의 항공 우위(노르망디 작전에 할당된 연합군 항공기 4,029대와 폭격 및 방어에 할당된 5,514대 vs 프랑스와 저지대 국가에 주둔한 루프트바페 항공기 570대)를 고려하여, 공중 상륙을 막기 위해 들판과 초원에 롬멜스파겔(롬멜의 아스파라거스)로 알려진 함정이 설치되었다.

### 예비 병력 가용
롬멜은 독일군이 상륙작전을 해안에서 저지할 수 있는 최선의 방법이라고 믿고, 기동 예비군, 특히 전차를 해안 가까이에 배치해 줄 것을 요청했다. 룬트슈테트, 서부 기갑군단 사령관 레오 가이어 폰 슈베펜부르크 장군 및 다른 고위 지휘관들은 해변에서 침공을 저지할 수 없다고 믿었다. 가이어는 주력 연합군 상륙지가 확인된 후에야 파리와 루앙 주변의 중앙 위치에 기갑 부대를 집중 배치해야 한다는 전통적인 교리를 주장했다. 가이어는 또한 이탈리아 전역에서 해안 근처에 배치된 장갑 부대가 해군 포격으로 손상되었다고 언급했다. 롬멜은 연합군의 압도적인 항공 우위로 인해 침공이 시작되면 대규모 전차이동이 불가능할 것이라고 생각했다. 히틀러는 최종 결정을 내렸고, 가이어의 지휘 하에 세 개 사단을 두고 롬멜에게 예비군으로 세 개 기갑 사단의 작전 통제권을 부여했다. 히틀러는 네 개 사단을 전략적 예비군으로 직접 통제하며, 자신의 직접 명령 없이는 사용하지 않기로 했다.

## 작전
다음은 당신이 많은 달 동안 노력해 온 대장정의 시작입니다. 전 세계의 이목이 당신에게 집중되어 있습니다. 자유를 사랑하는 모든 사람들의 희망과 기도가 당신과 함께하고 있습니다. 용감한 동맹국 및 다른 전선에서 싸우고 있는 전우들과 함께, 당신은 독일 전쟁 기계들을 파괴하고 유럽의 억압받는 사람들에게 나치가 저지른 폭정을 제거할 것이고 그리고 자유로운 세계에 안전을 가져올 것입니다.— 아이젠하워, 연합군에 보내는 편지

1944년 5월까지 150만 명의 미군이 영국에 도착했다. 대부분은 잉글랜드 남서부의 임시 캠프에 머무르며 해협을 건너 상륙 지대의 서부 구역으로 이동할 준비를 했다. 영국군과 캐나다군은 더 동쪽에 위치한 사우샘프턴에서 뉴헤이븐에 있는 숙소에 배치되었고, 나중에 올 병력은 동해안에까지 분산되었다. '이동 통제'라는 복잡한 시스템을 통해 20개의 출발 지점에서 병력과 차량이 일정에 맞춰 출발할 수 있었다. 일부 병력은 출발 거의 일주일 전에 배에 탑승해야 했다. 배들은 와이트섬 남동쪽의 '피카딜리 서커스'라는 집결지에서 만나 해협을 건너는 호송대에 합류했다.기뢰 제거선들은 6월 5일 저녁에 침공 항로에 있는 기뢰를 제거하기 시작했고, 1,000 대의 폭격기가 해안 방어선을 공격하기 위해 새벽 전에 출발했다. 약 1,200대의 항공기가 자정 직전에 영국을 출발하여 상륙 몇 시간 전에 적진 뒤에 있는 낙하지역으로 3개의 공수사단을 수송했다. 미국 제82공수사단과 제101공수사단은 유타 해변 서쪽 코탕탱반도에 있는 목표에 배정되었다. 영국 제6공수사단은 캉 운하와 오른강의 다리를 무사히 확보하는 임무를 맡았다. 자유 프랑스군 제4SAS대대 538명은 브르타뉴에 있는 목표에 배정되었다.(딩손 작전과 샘웨스트 작전) D-Day에는 약 132,000명의 병력이 해상으로 수송되었고, 추가로 24,000명이 공중으로 수송되었다. 해군의 사전 폭격은 05:45에 시작되어 06:25까지 이어졌고 5대의 전함, 20대의 순양함, 65대의 구축함, 2대의 모니터함이 이 폭격에 참여했다. 보병은 06:30경 해변에 도착하기 시작했다.

### 해안 상륙

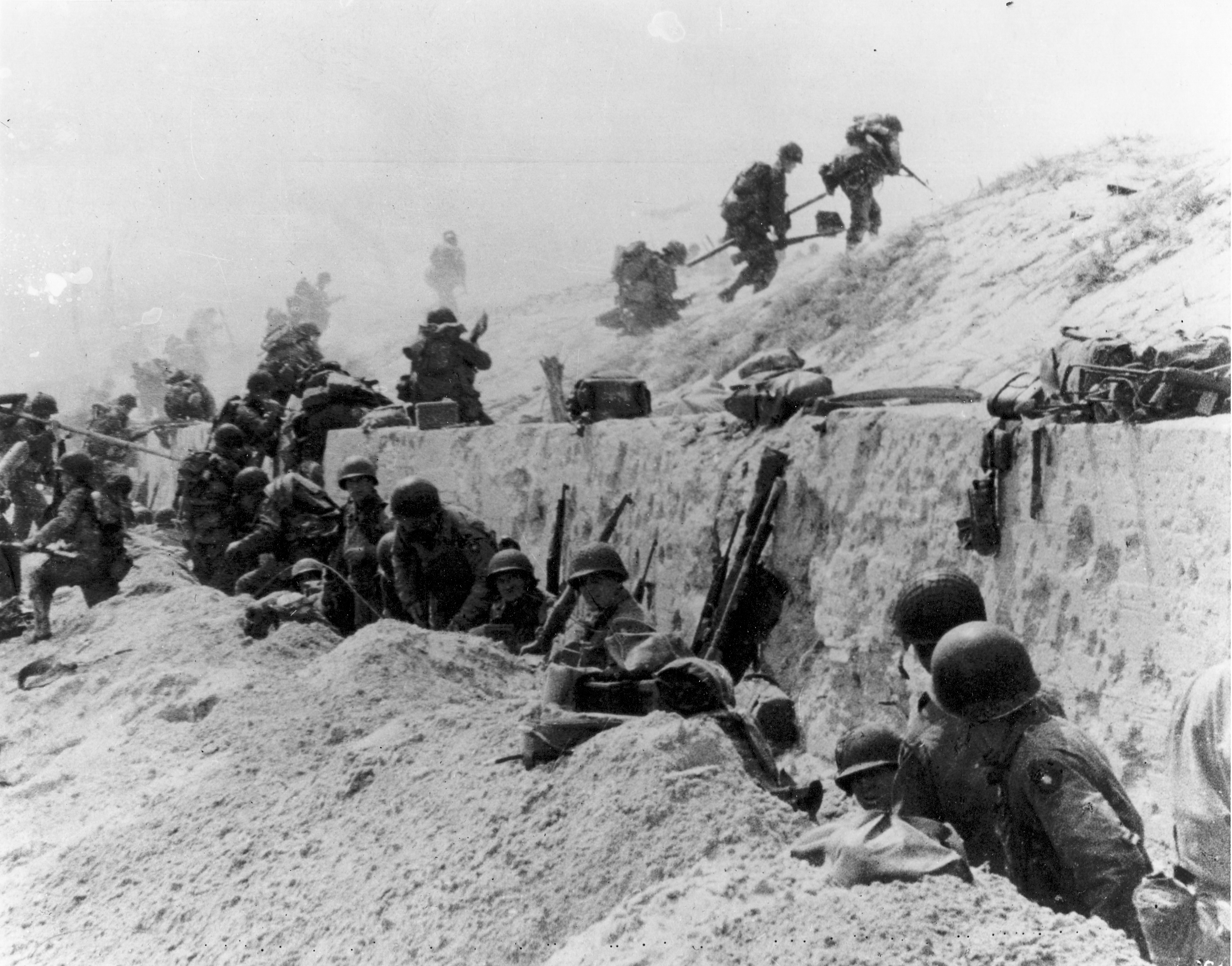
미국 제4보병사단과 제8보병사단의 병사들이 유타 해변의 방조벽을 넘어 진격하고 있다.

유타 해변을 공격하는 미국 제4보병사단을 실은 상륙정은 조류에 밀려 예정된 상륙 지점에서 약 1,800미터 남쪽에 도착했다. 병사들은 독일군의 가벼운 저항에 부딪혀 200명 이하의 사상자를 냈다. 첫날 목표에는 크게 못 미쳤지만, 내륙으로 약 6.4km 진격하여 제101공수사단과 만날 수 있었다. 유타 해변 서쪽의 공수 작전은 성공적이지 못했으며, 낙하산병 중 단 10%만이 투하 지점에 착륙했다. 전투 부대로 병력을 집결시키는 일은 무전기 부족과 생울타리, 돌담, 습지 등 지형 때문에 어려웠다. 제82공수사단은 주요 목표인 생메르에글리즈를 점령하고 서쪽 측면을 방어하기 위해 노력했다. 그러나 메르데레 강의 도하 지점을 점령하지 못해 코탕탱 반도의 봉쇄가 지연되었다. 제101공수사단은 남쪽 측면을 방어하는 데 기여하고  라 바르케트의 도브강 수문을 점령했지만, 첫날에 할당된 인근 다리들을 점령하지는 못했다.
프앙테 뒤 오크에서 200명의 제2레인저대대는 제임스 러더 중령의 지휘 아래 밧줄과 사다리를 사용해 30미터 절벽을 오르고, 그곳에 위치한 포병 진지를 파괴하는 임무를 맡았다. 위에서 쏟아지는 공격을 받으면서 병사들은 절벽을 올랐으나, 도착해보니 포는 이미 철수한 상태였다. 레인저 부대는 무방비 상태로 방치된 채 사용 준비가 되어 있던 무기들을 곶 남쪽 약 550미터 떨어진 과수원에서 발견하고 무력화시켰다. 독일군의 공격을 받으며 고립된 제2레인저대대 중 일부는 포로로 잡혔다. 6월 7일 새벽까지 러더에게 남은 전투 가능한 병력은 90명이었다. 제2레인저대대는 6월 8일 제743전차대대가 도착하면서 비로소 고립에서 벗어날 수 있었다.
골드 해변에서는 강한 바람으로 인해 상륙정이 상륙하기 상당히 어려웠으며, DD 전차는 계획된 지점보다 더 가까운 해안이나 해변 바로 앞에 상륙해야 했다. 공군은 르아멜 거점을 타격하는 데 실패했고, 그곳의 75mm 포는 오후 4시까지 계속해서 영국군에 피해를 입혔다. 서쪽 측면에서는 햄프셔 연대 제1대대가 아로망슈를 점령했고(향후 멀베리 "B"의 위치), 동쪽 측면에서는 영국군이 캐나다군과 주노 해변에서 만나게 되었다.
주노 해변에서는 거친 바다로 인해 보병의 상륙이 지연되었고, 병사들은 지원 장갑차보다 먼저 도착하여 하선하는 동안 많은 사상자가 발생했다. 대부분의 해상 포격이 독일군의 방어 시설에 명중하지 않았다. 이러한 어려움에도 불구하고, 캐나다군은 신속하게 해변을 정리하고 해변 위 마을로 향하는 두 개의 출구를 확보했다. 베니쉬르메르를 점령하는 것이 지연되어 해변에 혼잡이 발생했지만, 6월 6일 자정 주노와 골드 해변의 연합군 교두보는 폭 19km, 깊이 10km에 이르게 되었다. 제1기병전차연대의 한 부대는 침공 첫날 목표를 달성한 유일한 연합군 부대였고, 주노 해변에서의 사상자는 961명이었다.
소드 해변에서는 25대의 DD 전차 중 21대가 안전하게 상륙하여 07:30에 상륙을 시작한 보병을 엄호했다. 보병들은 신속하게 해변을 정리하고 여러 출구를 확보했다. 강한 바람으로 인해 조수가 예상보다 빠르게 들어와 기갑부대의 기동이 어려워졌다. 왕립 슈롭셔 경보병연대 제2대대는 도보로 캉에서 몇 킬로미터 이내까지 진격했으나, 장갑 지원 부족으로 철수해야 했다. 오후 4시에는 독일 제21기갑사단이 소드와 주노 사이에서 반격을 시도하여 해안에 거의 도달할 뻔했으나, 영국 제3보병사단의 강력한 저항에 부딪혀 캉과 바이외 사이 지역을 지원하기 위해 곧 철수했다.

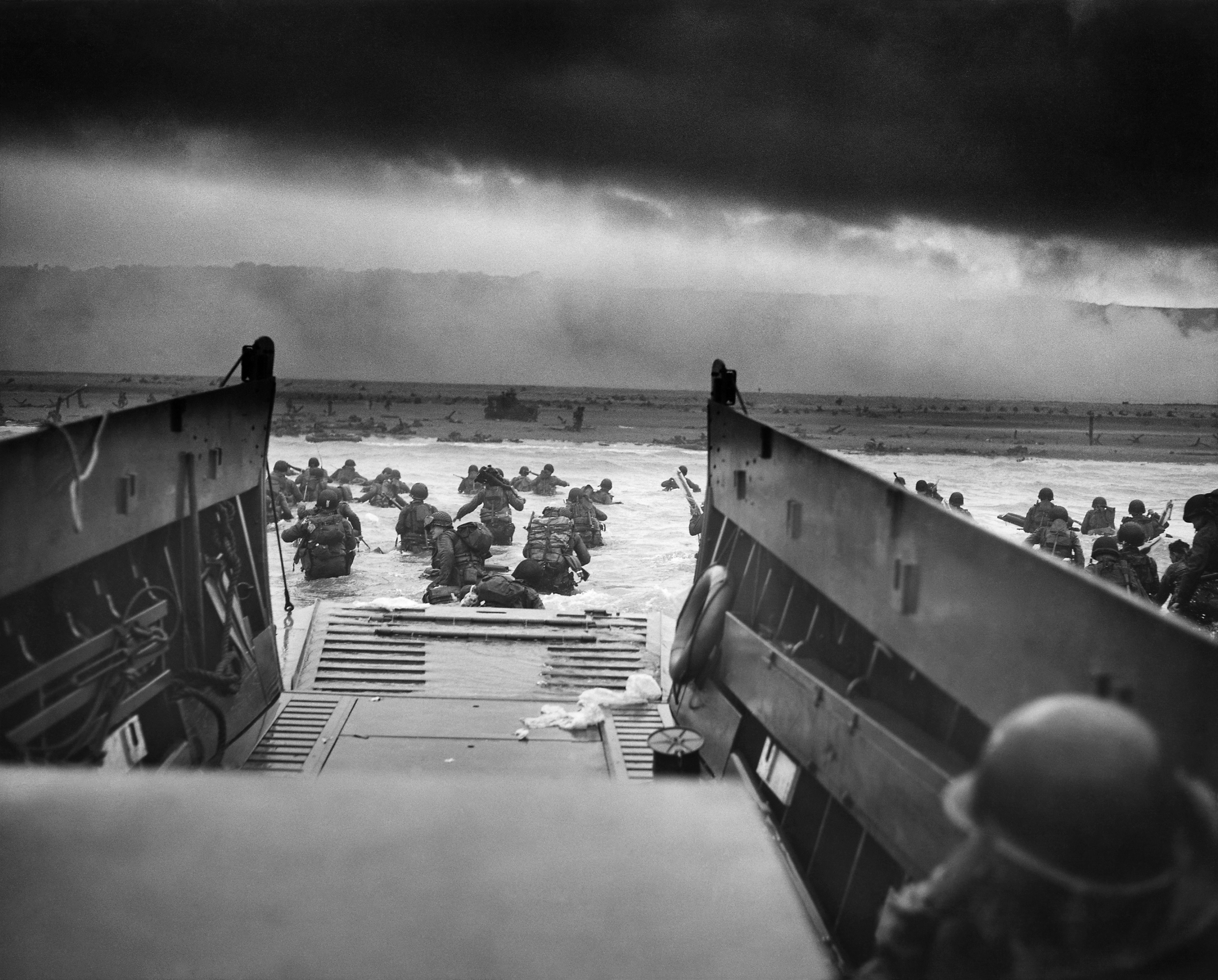
오마하 해변에 도착한 히긴스 보트을 떠나는 미국 제1보병사단 병사들을 담은 사진, 죽음의 이빨 속으로.

오마하 해변은 가장 방어가 철저한 구역으로, 미국 제1보병사단과 제29보병사단의 병력이 배치되었다. 이들은 예상했던 단일 연대가 아닌, 제352보병사단과 맞서게 되었다. 강한 조류로 인해 많은 상륙정이 의도한 위치에서 동쪽으로 밀려나거나 상륙이 지연되었다. 병사들은 절벽 위에서 쏟아지는 포화에 노출되어 오마하 해변은 다른 상륙 지점보다 더 많은 사상자가 발생했다. 장애물을 제거하는 데 문제가 생겨, 해변 관리관은 08:30에 차량 상륙을 중단하라는 명령을 내렸다. 이 무렵 지원 포격을 제공하기 위해 구축함들이 도착했다. 오마하 해변을 빠져나가는 것은 다섯 개의 골짜기를 통해서만 가능했으며, 오전 늦게까지 고지에 도달한 병력은 겨우 600명에 불과했다. 정오가 되자 포격의 효과와 독일군의 탄약 부족으로 인해 미군은 해변에 몇 개의 통로를 확보할 수 있었다. 또한, 차량이 해변을 벗어날 수 있도록 골짜기의 적 방어시설을 제거하기 시작했다. 이후 며칠 동안 해변의 교두보는 확장되었고 6월 9일이 되어서야 D데이 목표가 달성되었다.
노르망디 해안에 상륙한 첫날 연합군의 사상자는 최소 10,000명에 달했으며, 이 중 4,414명이 전사한 것으로 확인되었다. 독일군의 사상자는 1,000명이었다. 연합군의 침공 계획은 첫날에 카랑탕, 생로, 캉, 바이외를 점령하고, 유타 해변을 제외한 모든 해변을 연결해 해변에서 10km~16km 떨어진 전선을 형성하는 것이었지만, 이러한 목표는 달성되지 못했다. 다섯 개의 교두보는 6월 12일이 되어서야 연결되었고, 그때까지 연합군은 길이 약 97km, 깊이 24km에 이르는 전선을 확보하고 있었다. 주요 목표였던 캉은 노르망디 상륙이 종료된 이후에도 독일군의 손에 남아 있었고, 7월 21일이 되어서야 영국군이 완전히 점령할 수 있었다.
멀베리 항구의 첫 번째 구성 요소들은 D+1일(6월 7일)에 운반되었고, 6월 중순까지 하역 작업에 사용되었다. 영국군은 아로망슈에 하나를, 미군은 오마하에 다른 하나를 건설했다. 6월 19일의 심한 폭풍으로 인해 보급품 상륙이 중단되었고 오마하 항구가 파괴되었다. 수리된 아로망슈 항구는 매일 약 6,000톤의 물자를 수용할 수 있었으며, 이후 10개월 동안 계속 사용되었다. 그러나 대부분의 물자는 셰르부르 항구가 7월 16일에 기뢰와 장애물로부터 제거될 때까지 해변을 통해 운반되었다.

### 셰르부르

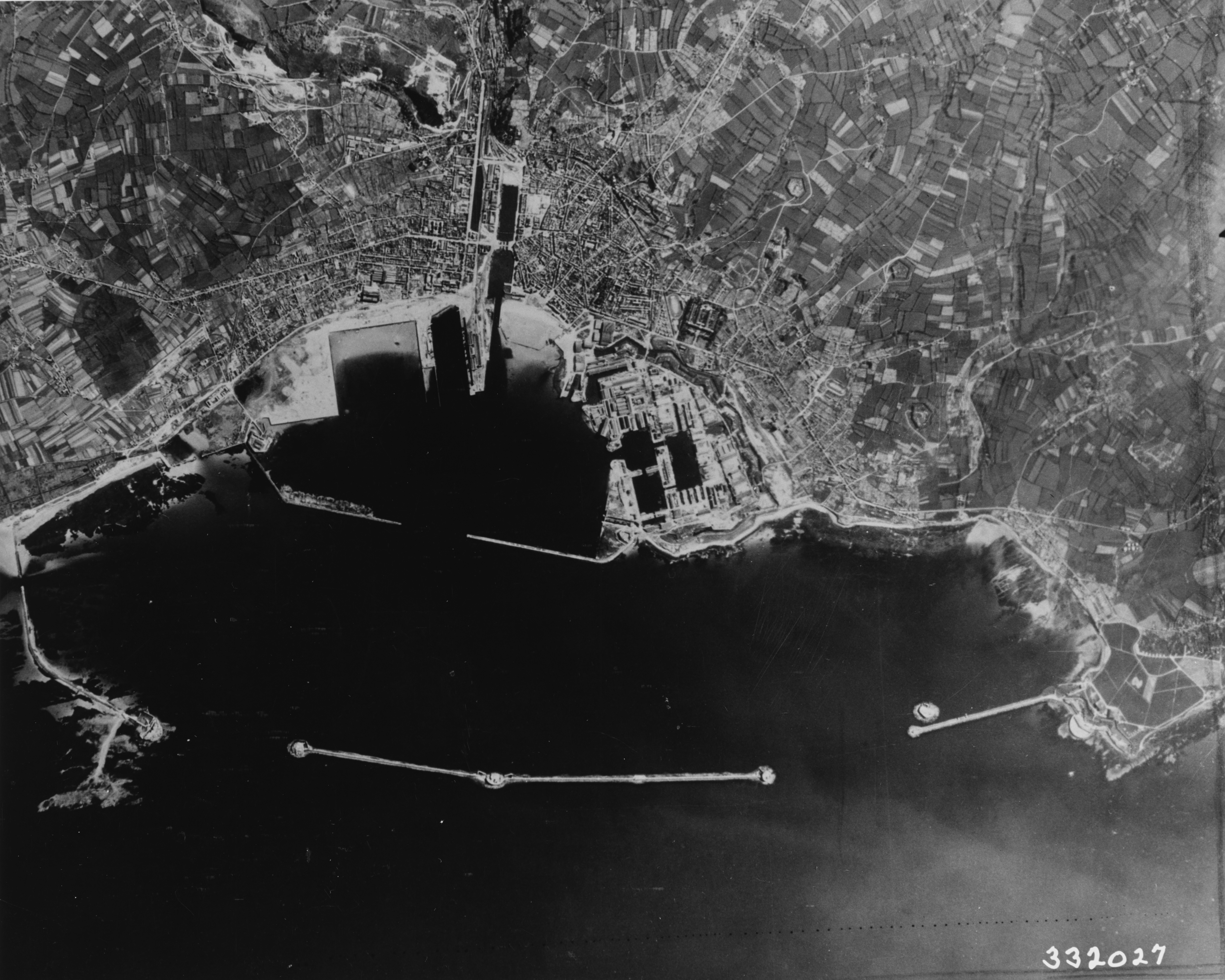
1944년 공중 촬영한 셰르부르 항구.

노르망디 상륙의 서부 지역에서 미군은 코탕탱반도, 특히 셰르부르를 점령할 예정이었고, 셰르부르 항구는 연합군에게 깊은 수심의 항구를 제공할 수 있었다. 유타와 오마하 해변 뒤쪽의 지형은 높이 911.2m의 제방 위에 가시덤불이 있는 울타리와 양쪽에 도랑이 있는 지역인 보카주가 주요 특징이었다. 많은 지역은 추가적으로 소총이 배치된 참호와 기관총 진지로 보호되고 있었다. 보카주 지역의 도로는 대부분 전차가 다니기에 너무 좁았다. 독일군은 유타 해변 뒤쪽의 들판을 최대 3.2km까지 범람시켰다. 반도에 배치된 독일군은 제91보병사단과 제243 및 제709고정보병사단으로 구성되어 있었다. 6월 9일 연합군 지휘관들은 셰르부르가 빠르게 점령되지 않을 것임을 깨닫고, 코탕탱반도를 차단하여 독일군의 추가 증원이 들어오는 것을 막기로 결정했다. 경험이 부족한 제90보병사단의 실패 이후, 제7군단 사령관 J. 로턴 콜린스 소장은 노련한 제9보병사단에게 이 임무를 맡겼다. 제9보병사단은 6월 17일 코탕탱반도의 서쪽 해안에 도달하여 셰르부르를 차단했다. 제9보병사단은 제4보병사단 및 제79보병사단과 합류한 뒤 6월 19일부터 독일군과 치열한 전투를 통해 코탕탱반도를 장악했고, 셰르부르는 6월 26일에 점령되었다. 그러나 독일군이 셰르부르 항구 시설을 파괴했기 때문에 항구는 9월이 되어서야 완전히 운영될 수 있었다.

### 캉

퍼치 작전 진행도.

캉 지역에서 제21기갑사단, 제12SS기갑사단 히틀러유겐트 및 기타 부대와의 전투는 곧 교착 상태에 도달했다. 퍼치 작전 중에 제30군단은 몽핑송을 향해 남쪽으로 진격하려 했으나, 곧 직접적인 접근 방식을 포기하고 캉을 포위하기 위한 양동 작전을 선호했다. 제30군단은 제7기갑사단의 일부와 함께 틸리쉬르셀에서 빌레르보카쥬를 향해 측면 이동을 했고, 제1군단은 캉을 동쪽으로 지나가려 했다. 제1군단의 공격은 빠르게 저지되었고 XXX 군단은 잠시 빌레르보카쥬를 점령했다. 영국군의 전진 부대는 매복 공격을 받아 6월 13일 하루 동안 빌레르보카쥬 전투가 벌어졌다. 영국군은 틸리쉬르셀로 철수할 수밖에 없었다. 6월 17일부터 23일까지 폭풍으로 인해 일단 지연된 이후 6월 26일에 엡섬 작전이 시작되었으며, 이는 제8군단이 남서쪽에서 캉을 공격하고 오동강 남쪽에 교두보를 확보하려는 시도였다. 이 작전으로 영국군 캉을 점령하는 데 실패했지만, 독일군은 이용 가능한 모든 기갑 부대를 투입한 후 많은 전차를 손실했다. 룬트슈테트는 전쟁에서 독일이 이제 패배했다고 언급한 후 7월 1일에 해임되었고, 오베스트 서부 사령관은 귄터 폰 클루게 원수로 교체되었다. 영국군은 7월 7일 폭격에 오른강 북쪽에서 찬우드 작전으로 캉 북부를 점령했다. 7월 18일부터 21일까지의 애틀랜틱 작전과 굿우드 작전으로 캉의 나머지 부분과 남쪽의 고지대를 점령했으며, 이때 도시는 거의 파괴되었다.

### 방어선 돌파와 작전 종료

코브라 작전부터 팔레즈 포위전까지의 상황을 보여주는 지도.

코탕탱반도에서 생로까지 미군이 노르망디 남쪽 지역을 확보한 후, 미국 제1군은 7월 25일 코브라 작전을 개시하고 8월 1일까지 아브랑슈로 남진했다. 영국군은 7월 30일 비르와 몽핑송 고지를 확보하기 위해 블루코트 작전을 개시했다. 8월 1일 편성된 패튼 중장의 미국 제3군은 빠르게 브르타뉴 대부분과 루아르강까지의 영토를 점령했으며, 제1군은 그들의 측면을 보호하기 위해 르망을 향해 동쪽으로 계속 진했다. 8월 3일까지 패튼과 제3군은 브르타뉴에 소규모 병력을 남기고 동쪽으로 진격하여 캉 남쪽에 있는 독일군 주력 부대를 향해 진군할 수 있었다. 클루게의 반대에도 불구하고, 8월 4일 히틀러는 비르에서 아브랑슈로의 역습 작전(뤼티히 작전)을 명령했다.
8월 8일 토털라이즈 작전에서 제2캐나다군단이 캉에서 팔레즈를 향해 남진하는 동안, 브래들리와 몽고메리는 대부분의 독일군이 팔레즈에서 포위될 기회가 있음을 깨달았다. 제3군은 남쪽에서 포위를 계속하여 8월 11일 알랑송에 도달했다. 히틀러는 8월 14일까지 그의 군대가 반격해야 한다고 계속 주장했지만, 클루게와 그의 장교들은 동쪽으로 후퇴할 계획을 세우기 시작했다. 독일군은 주요 결정을 직접 내리려는 히틀러의 집착으로 심각한 어려움을 겪었으며, 이로 인해 바이에른 오버잘츠베르크에 있는 히틀러의 거처로 정보를 보내는 동안 최대 24시간 동안 명령이 없었다. 8월 12일 저녁, 패튼은 브래들리에게 그의 군대가 북쪽으로 계속 진격하여 독일군을 포위해야 하는지 물었다. 브래들리는 이미 몽고메리가 제1캐나다군에게 북쪽 지역을 점령하도록 할당했기 때문에 이를 거부했다. 캐나다군은 강한 저항에 직면했고 8월 16일 팔레즈를 점령했다. 8월 21일에 포위망이 닫혀 50,000명의 독일군이 갇혔지만 독일 제7군의 3분의 1 이상과 11개 기갑사단 중 잔여 병력이 동쪽으로 탈출했다. 포위망에 대한 몽고메리의 의사 결정은 당시 미국 지휘관들, 특히 패튼의 비판을 받았으나, 브래들리는 이 결정에 대해 보다 동정적이었고 패튼이 포위망을 닫을 수 없었을 것이라고 믿었다. 이 문제는 역사가들 사이에서 많은 논의의 주제가 되었고, 미국, 영국, 캐나다군 모두가 비판을 받았다. 히틀러는 8월 15일 클루게를 서부 총사령부(OB West)에서 해임하고 그를 발터 모델 원수로 교체했다. 클루게는 8월 19일 히틀러가 7월 20일 음모에 그의 연루 사실을 알게 된 후 자살했다.
8월 19일 파리에서 프랑스 레지스탕스가 독일군에 맞서 봉기했다. 아이젠하워는 처음에 다른 목표를 추구하기 위해 파리를 우회하려고 했지만, 시민들이 굶주리고 있다는 보고와 히틀러가 파리를 파괴하려는 의도를 밝힌 상황에서 샤를 드골은 즉시 파리를 탈환해야 한다고 주장했다. 필리프 르클레르 장군 휘하의 프랑스 제2기갑사단이 8월 24일 파리 서쪽에 도착했고, 미국 제4보병사단은 파리 남쪽에서 압박을 가했다. 8월 25일 아침까지 전투 끝에 파리는 해방되었다.
8월 25일, 미 제2기갑사단이 엘뵈프에 진입하여 영국 및 캐나다 기갑사단과 만났다. 8월 27일 아침, 제2캐나다사단이 포레 드 라 론드에 진입했다. 이 지역은 독일군이 견고하게 방어하고 있었으며, 독일군은 방어에 적합한 지형에서 지연전을 펼쳤기 때문에 제4캐나다여단과 제6캐나다여단은 3일 동안 많은 사상자를 냈다. 독일군은 8월 29일에 철수하기 시작하였고 다음 날인 8월 30일 센강을 건너 퇴각했다. 8월 30일 오후, 제3캐나다사단이 엘뵈프 근처에서 센강을 건너 루앙에 입성하였다.

### 후속 작전
아이젠하워는 9월 1일 연합군 지상군 전체의 직접 지휘를 맡았다. 독일의 반격과 프랑스로 도착하는 물자의 제한을 우려한 그는 좁은 돌파구를 시도하는 대신 광범위한 전선을 따라 작전을 계속하기로 결정했다. 노르망디에 주둔한 연합군 병력과 남부 프랑스에서 주둔한 연합군 병력은 9월 12일 지크프리트 방어선으로 진격하기 위한 작전의 일환으로 시행되었다. 한편 용기병 작전으로 마르세유와 툴롱을 확보한 연합군은 쥐라산맥 서쪽을 따라 계속 북진했지만 연합군의 작전 구조를 개편하기 위해 용기병 작전의 총사령관인 트러스콧은 작전을 끝내라는 아이젠하워의 명령을 받고 공세를 중단했다.

## 평가

### 연합군의 승리 요인
오버로드 작전의 승리는 여러 요인에 기인했다. 대서양 방벽에 대한 독일군의 준비는 부분적으로만 완료되었고, 이로 인해 D-데이 직전에 롬멜은 자원이 다른 곳으로 전환되면서 일부 지역의 공사가 18%만 완료되었다고 보고했다. 또한 포티튜드 작전에서 수행된 기만 작전이 성공하여 독일군은 광대한 해안선을 방어해야 했다. 연합군은 항공 우위를 달성하고 유지하여 독일군이 영국에서 진행 중인 준비 상황을 관찰하거나 폭격 공격으로 방해할 수 없었다. 프랑스의 교통 인프라는 연합군 폭격기와 프랑스 레지스탕스에 의해 심각하게 파괴되어 독일군은 증원군을 배치하거나 보급품을 가져오는 것이 어려워졌다. 노르망디 상륙 당시 연합군 해군과 공군의 폭격이나 포격 중 상당수가 목표에서 벗어나거나 집중되지 않아 효과가 없었지만, 특수 기갑부대는 오마하 해변을 제외하고는 잘 작동하여 해변에 상륙하는 병사들에게 근접 포격 지원을 제공했다. 독일 고위 지휘부의 우유부단함과 지나치게 복잡한 지휘 구조도 연합군의 성공 요인 중 하나였다.

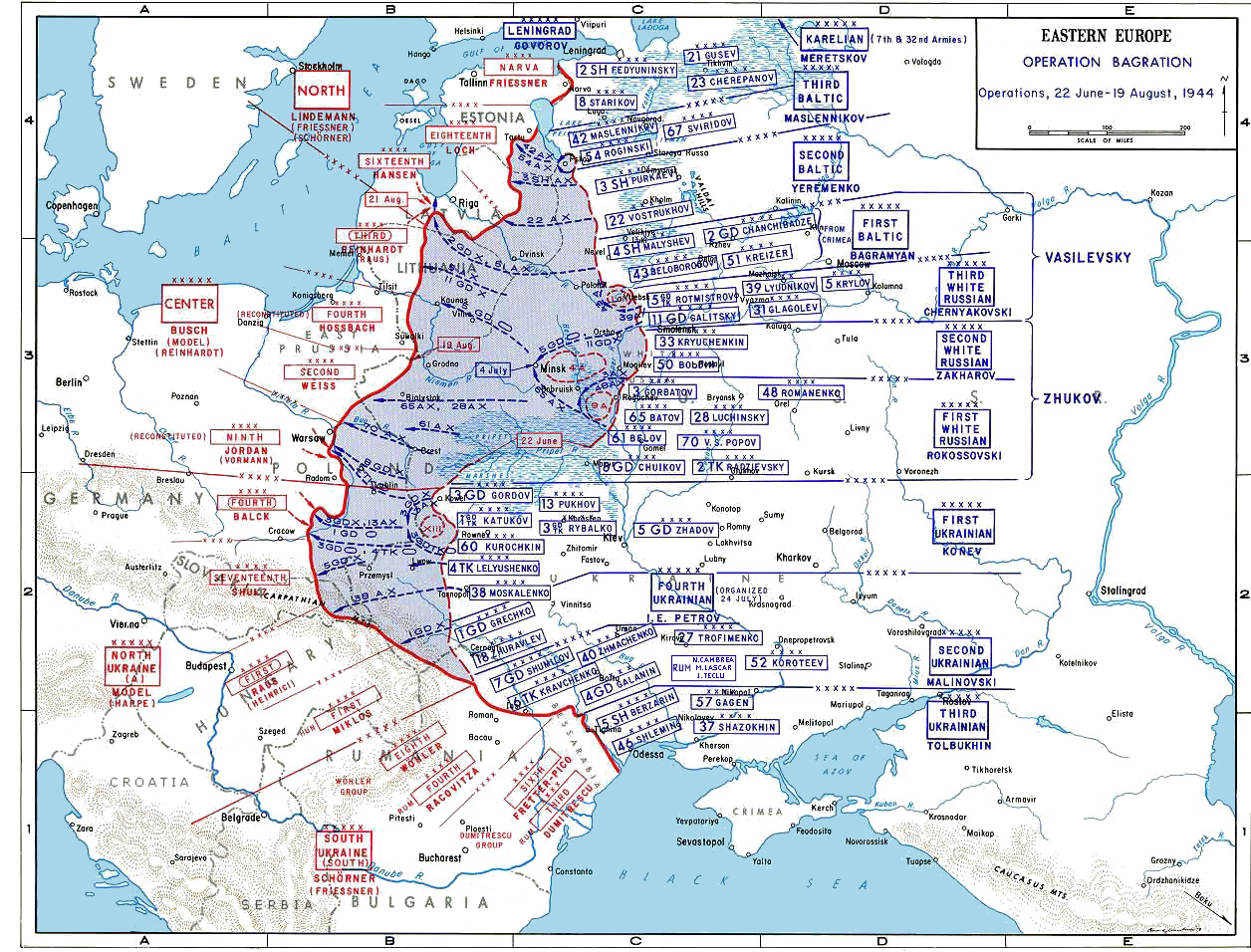
바그라티온 작전 (1944.6.22~1944.8.19) 개황도.

유럽 전체의 전황으로 보자면, 동부 전선의 전황이 1944년 초부터 급격하게 바뀐 것도 오버로드 작전이 성공적으로 끝날 수 있었던 원인 중 하나였다. 히틀러는 서구 연합군이 프랑스에 상륙할 예정이라는 소식을 듣자 동부 전선에서의 영토를 잃지 않으려고 했다. 이오시프 스탈린은 바그라티온 작전의 실행을 위해 서구 연합군과 작전 일정을 조율하였고, 다양한 문제로 인해 원래 일정보다 조금 지연된 1944년 6월 22일 작전을 개시했다. 이 작전으로 인해 독일 중부집단군의 34개 사단 중 28개 사단이 완전히 격멸되었으며, 사상자는 최대 450,000명에 달했다. 서구 연합군이 1944년 6월부터 7월까지 보카주에서 독일군과 치열하게 전투를 벌이는 동안, 소련군은 바그라티온 작전으로 724km를 진격하고 벨라루스를 해방하고 폴란드 동부에 진입했다. 오버로드 작전으로 두 번째 전선이 열리자 독일군은 바그라티온 작전 당시 프랑스에서 가용할 수 있는 병력을 빼낼 수 없었다. 바그라티온 작전과 오버로드 작전이 종료되었을 때 독일군은 양쪽 전선 모두에서 큰 손실을 입은 채 전쟁을 지속해야 했으며, 실제 몇몇 역사학자들은 바그라티온 작전이 서구 연합군이 오버로드 작전을 성공적으로 완료할 수 있었던 것에 일정 부분 기여했다고 보기도 한다. 결론적으로 오버로드 작전과 바그라티온 작전은 서로 작전의 결과에 영향을 준 요인이라고 평가할 수 있다.

### 독일군의 실패 요인
오버로드 작전 이전부터 독일군은 물자 및 인력을 운용하는 데에 어려움을 겪었는데, 이는 오버로드 작전 개시 이전부터 소련군과 독일군 간의 전투에서 수많은 손실이 발생했기 때문이었다. 스탈린그라드 전투에서 독일 국방군 제6군이 궤멸한 것은 단순한 전투의 패배를 넘어 독일군이 더 이상 무적이 아니라는 것을 입증했으며, 이 전투를 통해 유럽 전체의 전황이 뒤바뀌게 되었다. 스탈린그라드에서 독일군이 입은 손실은 전체적인 독일 국방군의 전력 손실을 야기했으며 독일 국방군은 이 손실을 전쟁이 끝날 때까지 회복하지 못했다. 전체적으로, 동부 전선에서 전체 독일군 손실의 80%가 발생했다.

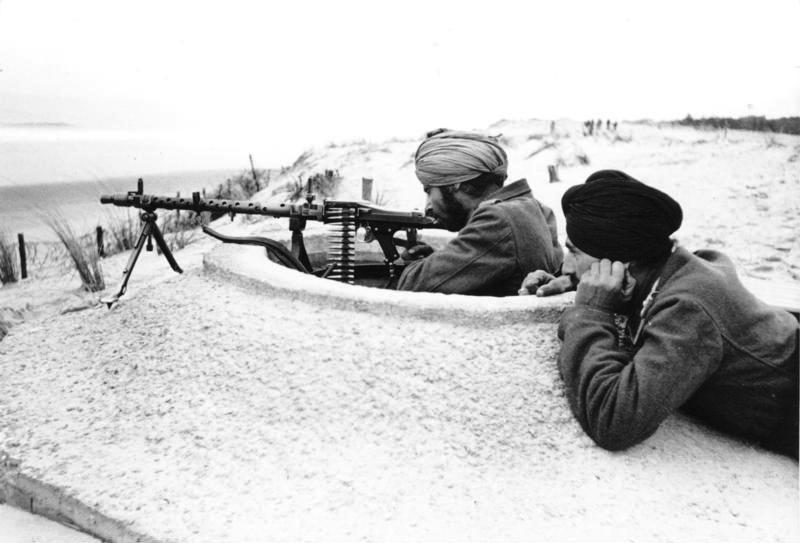
무장친위대 인도 의용군단의 독일군 병사가 1944년 3월 21일 프랑스의 대서양 방벽에 주둔 중이다.

병력 보충이 어려웠던 독일군은 힐프스빌리거 같은 외국인 의용부대를 운용하거나 하인리히 힘러가 1934년 마련한 징집 규정을 어기고 점령지 여러 곳에서 병력을 보충했다. 독일군은 바르바로사 작전 기간까지 베네룩스, 체코슬로바키아, 프랑코 정권, 헝가리 왕국, 발칸반도 등지에서 병력을 보충했다. 1942년부터는 러시아, 크로아티아 독립국, 보스니아, 헤르체고비나, 에스토니아, 라트비아, 조지아, 우크라이나 등지에서 병력을 추가로 징집하게 되었다. 이들 징집병은 제11SS의용기갑척탄병사단 노르트란트나 제5SS기갑사단 비킹, 친위대 제20무장척탄병사단, 제7SS의용산악사단 프린츠 오이겐과 같은 편제로 다시 편성되기도 했다. 독일 국방군 역시 에른스트 아우구스트 쾨스트링의 지휘 하에 동부군을 비롯한 여러 외국인 자원군을 편성하였다. 이 병력 부족 문제는 오버로드 작전 때도 지속되어 노르망디 상륙 당시 해안 방어를 담당하던 병사들은 대부분 동부군 출신이었다. 독일 육군은 1944년 한 해 6,550,000명의 병사를 모집했지만, 이 병사 중 동부 전선에서 사망한 총 병사 수는 약 430만 명이었다.

## 피해

### 연합군

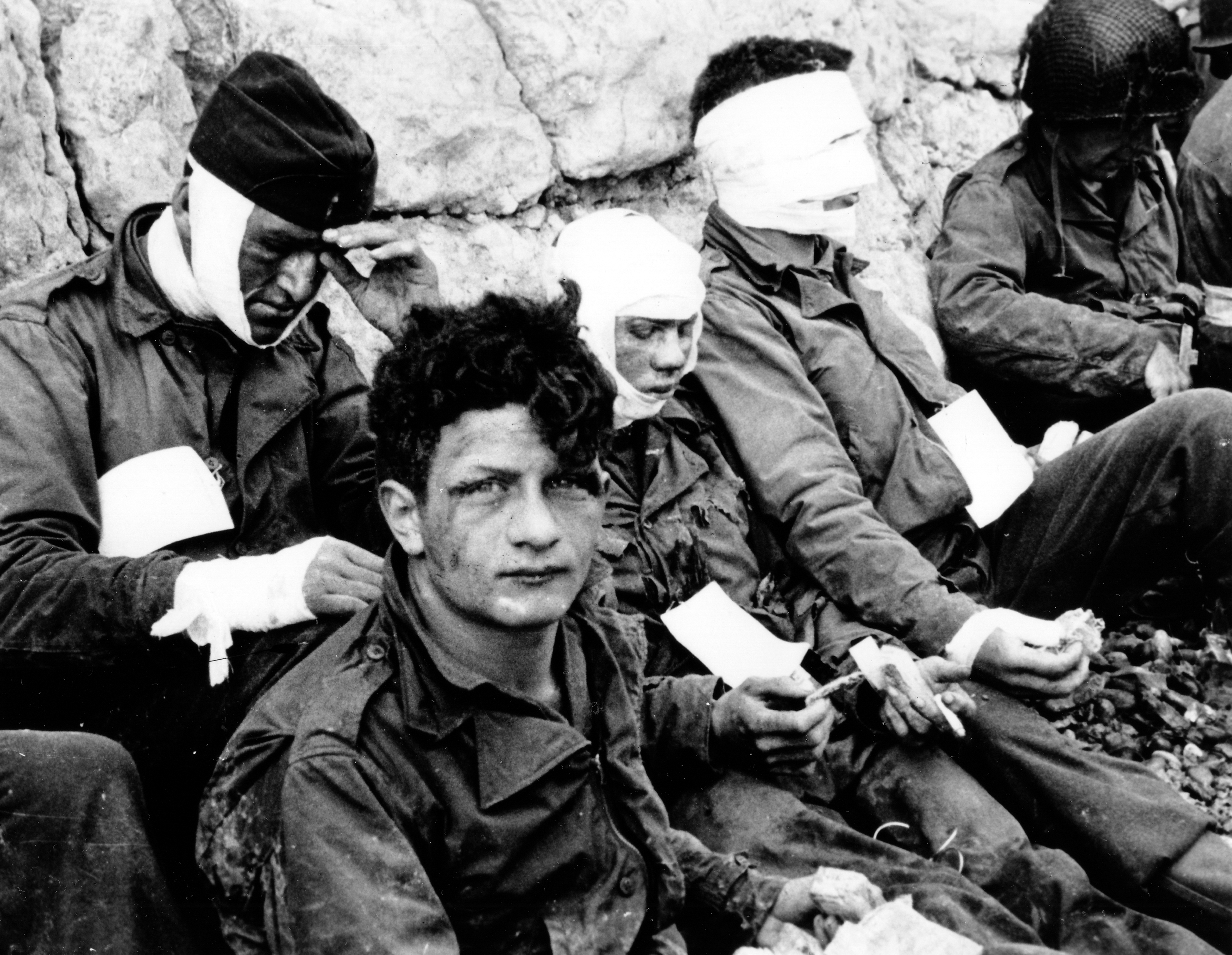
오마하 해변 급습 당시 부상을 입은 미군 병사들.

오버로드 작전부터 8월 21일까지,  프랑스 북부에서 2,052,299명의 연합군 병사가 상륙했다. 오버로드 작전에서 사망한 연합군과 독일군 모두 상당했다. 6월 6일부터 8월 말까지, 미군은 124,394명의 사상자를 냈으며, 그 중 20,668명이 전사하고, 10,128명이 실종되었다. 제1캐나다군과 영국 제2군의 사상자는 83,045명으로 집계되었으며, 그 중 15,995명이 전사하고 57,996명이 부상, 9,054명이 실종되었다. 이 중 캐나다군의 손실은 18,444명으로, 5,021명이 전사했다. 6월 6일부터 11일까지 전사한 캐나다군 병사 7명 중 1명은 항복한 후 처형된 것으로, 이 사건은 이후 ‘노르망디 학살’로 알려지게 되었다. 상륙작전을 지원하기 위해 480,317회의 출격을 실시한 연합군 공군은 4,101대의 항공기와 16,714명의 항공 승무원을 잃었으며, 이 중 8,536명은 미국 육군 항공대 소속이었고, 8,178명은 영국 공군 지휘하에 있었다. 자유 프랑스 SAS 공수부대는 77명이 전사하고, 197명이 부상 또는 실종되었다. 연합군의 전차 손실은 4,000대로 추정되며, 전차 손실 수치는 미군과 영국/캐나다군이 비슷할 것으로 추산된다.  역사가들은 전체 사상자 수에 대해 차이를 드러냈으며, 최저 수치는 225,606명이고, 최고 수치는 226,386명으로 추산된다.

### 독일군
연합군은 6월에 북부 프랑스에서 47,000명의 독일군을 포로로 잡았고, 7월에는 36,000명, 8월에는 150,000명을 포로로 잡아, 오버로드 작전의 세 달 동안 총 233,000명을 포로로 잡았다고 보고했다. 약 80,000명의 독일군이 노르망디에 묻혀 있는데, 이 수치에는 전투 이전에 사망한 독일군과 전투가 끝난 후 포로 수용 중에 사망한 독일군의 미보고 수가 포함되어 있다.

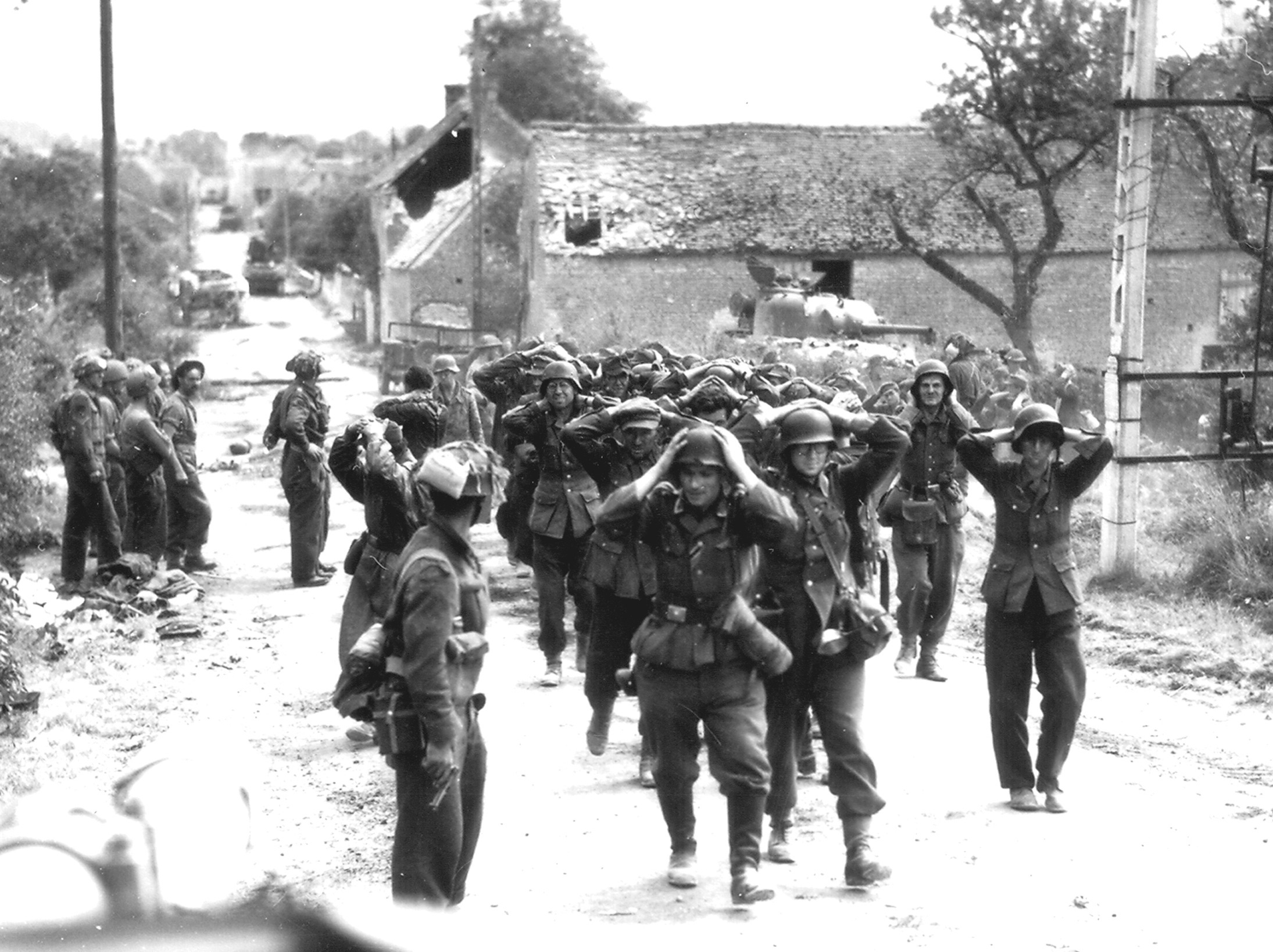
1944년 8월 21일 생람베르쉬르디브에서 항복하는 독일군.

독일군은 6월 6일부터 8월 14일 남부 프랑스에서의 용기병 작전이 시작되기 직전까지 158,930명의 손실을 보고했다. 팔레즈 포위전에서 50,000명이 손실되었으며, 그 중 10,000명이 사망하고 40,000명이 포로로 잡혔다. 독일군의 총 피해 규모에 대해서는 출처마다 다르다. 니클라스 제털링은 서부 총사령부(OB West)의 1944년 여름 서부 전선의 피해 수치(남부 프랑스의 드래군 작전 포함)가 총 289,000명이라고 기록했는데, 그 중 23,019명이 사망하고, 67,060명이 부상당했으며, 198,616명이 실종되었다고 언급한다. 그는 이 기록이 일반적으로 신뢰할 만하지만, 셰르부르와 같은 몇몇 지역에서는 손실이 과소평가되었을 수 있다고 덧붙인다. 제털링은 노르망디 지역에서 6월 6일부터 8월까지의 독일군 피해 규모를 210,000명으로 추정하지만, 또한 "독일군은 공군 및 해군 기지가 점령될 때 추가적인 인력 손실을 입었을 가능성이 크다. 이에 대한 수치는 이 연구에서는 제공되지 않았다"고 언급한다. 다른 출처들은 더 높은 추정치를 제시하는데, 400,000명(200,000명이 사망 또는 부상, 추가로 200,000명이 포로) 또는 500,000명(290,000명이 사망 또는 부상, 210,000명이 포로), 총 530,000명에 이른다.
노르망디 전투에서 독일군의 전차 손실에 대한 정확한 수치는 없다. 약 2,300대의 전차와 돌격포가 전투에 투입되었으며, 이 중 100대에서 120대만이 전역이 끝날 때 센강을 건넜다. 독일군은 6월 6일부터 7월 31일까지 481대의 전차가 파괴되었다고 보고했지만, 제21집단의 제2작전연구반에서 실시한 연구에 따르면 연합군은 6월과 7월에 약 550대, 8월에 500대의 전차를 파괴한 것으로 나타나 총 1,050대의 전차가 파괴되었으며, 이 중 100대는 항공기에 의해 파괴되었다. 루프트바페(독일 공군)는 2,127대의 항공기를 잃었다. 노르망디 전투가 끝날 때까지 55개의 독일 사단(42개의 보병 사단과 13개의 기갑 사단)이 전투 불능 상태에 빠졌고, 이 중 7개 사단은 해체되었다. 9월까지 서부 총사령부는 전투 효율이 있는 부대로 13개의 보병 사단, 3개의 기갑 사단, 2개의 기갑 여단만을 보유하게 되었다.

### 노르망디 지역

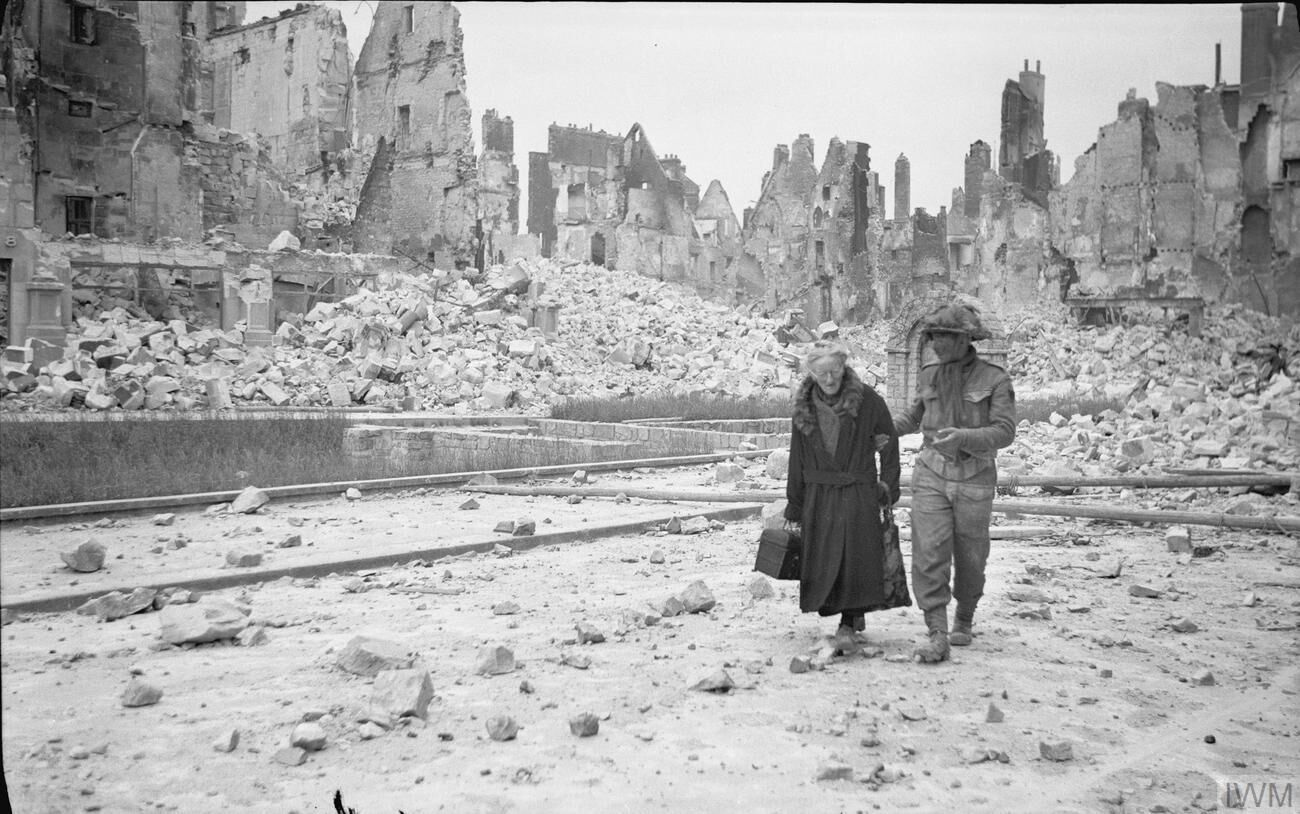
연합군이 대대적으로 폭격한 캉에서 영국군 병사가 나이 든 프랑스 여인을 호위하고 있다. 1944년 7월 촬영.

연합군이 노르망디를 탈환하는 중에 13,632명에서 19,890명 사이의 프랑스 민간인이 사망했으며, 더 많은 이들이 심각한 부상을 입었다. 오버로드 작전 중 사망한 이들 외에도, 침공 전 폭격으로 인해 11,000명에서 19,000명의 노르망디 주민들이 사망한 것으로 추정된다. 전쟁 전체를 통틀어 70,000명의 프랑스 민간인이 사망했다. 오버로드 작전이 끝난 후에도 지뢰와 미폭발 탄약이 남아 노르망디 주민들에게 지속적으로 피해를 입혔다.
침공에 앞서 연합군 최고사령부(SHAEF)는 프랑스 문화유산이 파괴되는 것을 제한할 필요성을 강조하는 지침을 발표했으며, 이는 후에 1954년 헤이그 협약의 프로토콜 I의 기초가 되었다. 공식 민사 목록에 등재된 이 유적지들은 상부 지휘 계통의 허가 없이는 군대가 사용해서는 안 되었다. 그럼에도 불구하고 독일군이 사용할 가능성을 차단하기 위해 지역 전역의 교회 첨탑과 기타 석조 건물들이 손상되거나 파괴되었다. 중요한 유적의 잔해를 도로 보수에 사용하는 것을 막고 유물을 찾기 위한 노력이 이루어졌다. 바이외 태피스트리와 다른 중요한 문화유들은 전쟁이 시작될 때부터 르망 근처의 샤토드쉬르슈에 보관되어 있었고, 온전하게 살아남았다. 점령 중이던 독일군 또한 보호 건물 목록을 가지고 있었으나, 이들의 의도는 독일군 병사들의 숙소로 사용하기 위해 시설을 양호한 상태로 유지하는 것이었다.
노르망디의 많은 도시와 마을들이 전투와 폭격으로 인해 완전히 파괴되었다. 캉 전투가 끝날 무렵, 60,000명이 넘는 인구를 수용할 수 있는 거주지는 8,000채만 남아 있었다. 캉에 있는 18개의 등재된 교회 중 네 곳이 심각하게 손상되었고, 다섯 곳이 파괴되었으며, 66개의 다른 등재된 기념물들도 함께 파괴되었다. 노르망디 상륙이 이루어진 칼바도스 지역에서는 76,000명의 시민들이 집을 잃었다. 또한 오버로드 작전 기간 동안 독일군, 연합군, 프랑스 주민 모두 약탈을 저질렀다. 그러나 연합군 부대에서 약탈은 절대 허용되지 않았으며 약탈한 것으로 적발된 연합군 병사는 처벌을 받았다.

## 기념

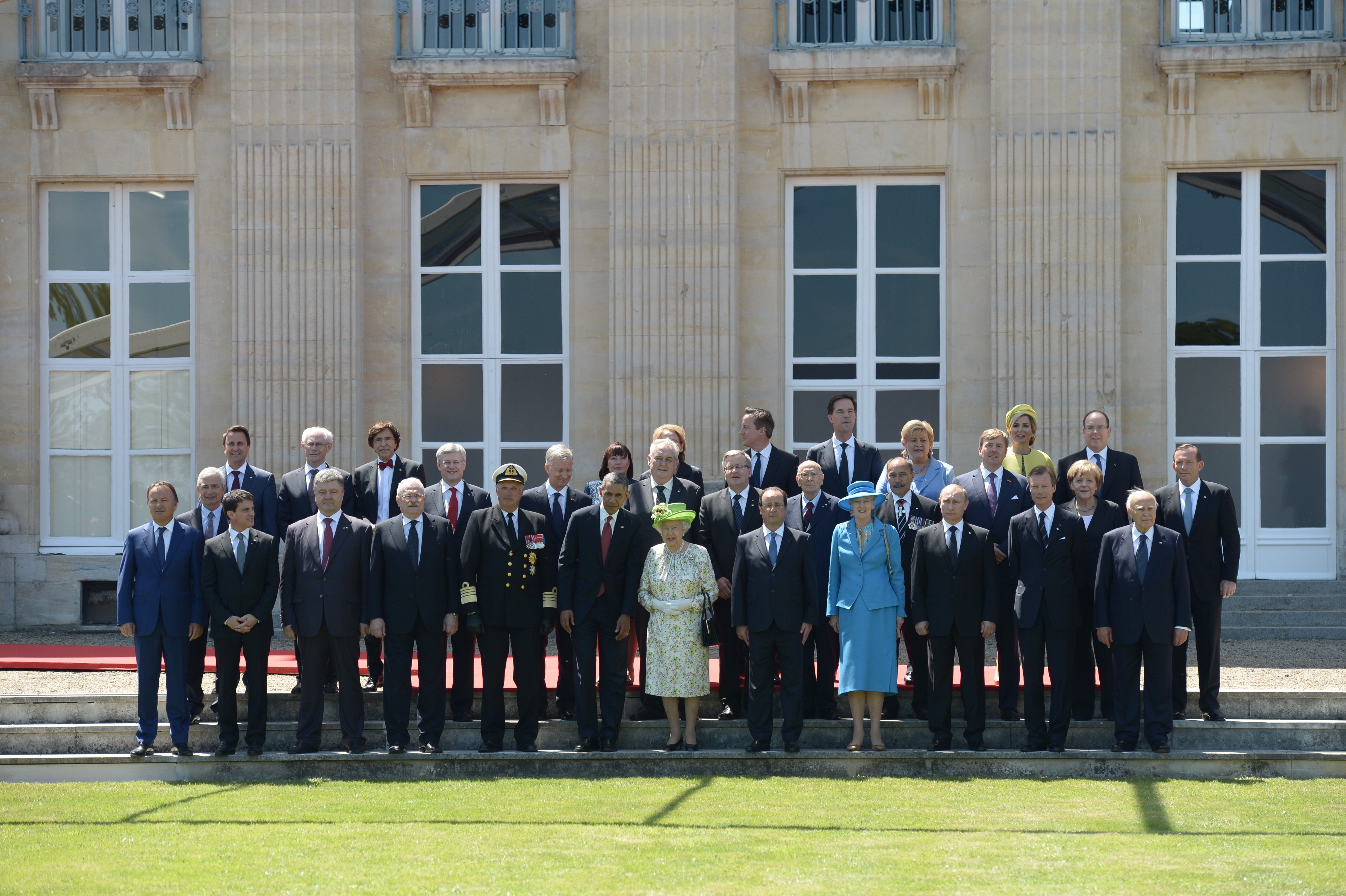
2014년 6월 6일 노르망디 상륙 70주년 기념행사에 참석한 오버로드 작전 참전국 정상들. 이 중 일부 정상들은 초청받았다.

노르망디의 해변들은 여전히 침공 당시의 코드명으로 알려져 있다. 중요한 장소들에는 명판, 기념물, 혹은 작은 박물관이 있으며, 안내서와 지도가 제공된다. 일부 독일군의 요새들은 보존되어 있으며, 특히 프앙테 뒤 오크(Pointe du Hoc)는 1944년 당시와 거의 변하지 않았다. 뫼르베리 항구 B의 잔해는 여전히 아로망슈(Arromanches) 바다에 남아 있다. 이 지역에는 노르망디 전역에서 사망한 많은 연합군과 독일군 병사들을 위한 여러 개의 큰 묘지가 있다.
노르망디에 위치한 대표적인 연합군 묘지에는 캐나다군을 위한 베니쉬르메르 캐나다 전쟁 묘지, 미군을 위한 노르망디 미군 묘지 및 기념지, 영국군을 위한 바이외 전쟁 묘지, 프랑스군을 위한 레 가테 국립묘지, 폴란드 서부군을 위한 그레빌라간느리 폴란드군 전쟁 묘지 등이 있다. 독일군을 위한 묘지도 있는데 라 캄브 독일군 전쟁 묘지와 생데시르드리지외 독일군 전쟁 묘지가 대표적이다. 연합군과 독일군의 전쟁 묘지는 1944년 대부분 조성되었으며, 라 캄브, 생데시르드리지외, 오르글라드, 마리니에 있는 독일군 묘지는 1961년에 완공되었다. 독일군 전쟁 묘지는 독일군 전쟁 묘지 위원회에서 관리하고 있으며, 연합군의 전쟁 묘지는 각각 미군 전투 기념 위원회, 영연방 전쟁 묘지 위원회 그리고 프랑스 정부가 관리하고 있다.
오버로드 작전의 개시일이자 노르망디 상륙 당일인 6월 6일은 1945년부터 기념해왔다. 1945년 1주년 기념일 때 이 기념행사에 참석한 인원은 몇백 명에 불과했다. 그러나 현재 노르망디 상륙 기념은 세계 각국의 외교의 장이자 국제 역학 관계를 보여주는 행사로 평가받고 있다. 일례로 2014년 6월 6일 노르망디 상륙 제70주년 기념 행사에는 블라디미르 푸틴, 페트로 포로셴코, 카롤로스 파풀리아스 등 오버로드 작전에 참여하지 않은 국가들의 정상들도 당시 2014년 러시아의 크림반도 합병에 대해 논의하고자 초청되었다.

## 같이 보기
작전 관련
- 영국의 오버로드 작전 기간 병참
- 미국의 오버로드 작전 기간 병참
- 바그라티온 작전

후속 작전
- 마켓 가든 작전
- 영국 해협 항구 정리
- 지크프리트 방어선 전투

연관 사건
- 7월 20일 음모
- 노르망디 학살
- 노르망디 폭격

## 참조

### 내용주
1. ↑  이탈리아 사회공화국은 오버로드 작전 동안 4,000명의 병력으로 구성된 "해군 제1대서양 총병사단(이탈리아어: 1ª Divisione Atlantica Fucilieri di Marina)를 운용했다. 이 부대 중 100명이 세자브르에 주둔했다.[10]
2. ↑  오버로드 작전 당시 연합군 편제에는 폴란드 제1기갑사단, 제1캐나다공수대대, 독립 벨기에 여단, 이레너 공주 여단, 위테프론튼과 같은 다양한 부대가 속해 있었으며, 이들은 대부분 제1캐나다군이나 영국 제2군에 배정되었다.
3. ↑  미군이 약 812,000명이었고 영국군 또는 캐나다군이 640,000명이었다.[11]
4. 1 2  미군 사상자는 1944년 9월 5일 오버로드 작전을 다룬 G-3 War Room Summary 91에서 참조했다.[18] 1953년 총무부에 소속된 미국 통계 및 수치국은 1944년 6월 6일부터 1944년 9월 14일까지 미국 공군을 제외한 미군 사상자에 대한 최종 보고서를 작성했다. 이 보고서는 노르망디 전투(1944년 6월 6일~1944년 7월 24일) 중의 전사자 수 13,959명과 북프랑스 전투(1944년 7월 25일~1944년 9월 14일)에서 전사한 사망자 수 15,239명을 합쳐 총 전사자 수를 29,198명으로 보았다. 전투 사상자 수 중 우발 사고, 질병 등을 포함한 총 사망자 수는 노르망디에서 16,293명이었고 북프랑스 전투에서 17,844명으로 총 34,137명으로 추산했다.[19]
5. ↑  V 로켓들은 6월 12일 처음으로 영국을 향해 발사되었다.[42]
6. ↑  영국 제79기갑사단은 하나의 편제로 운용되지 않았기 때문에[51] 전체 합계에서 제외되었다. 또한 영국, 벨기에, 캐나다, 네덜란드의 독립 여단 16개가 작전을 수행했고, SAS 4개 대대도 오버로드 작전에 참가했다.[52]
7. ↑  1943년 11월이 기준이다. 독일군은 동부 전선에 206개의 사단을, 발칸반도에 22개의 사단을, 그리고 이탈리아에 22개의 사단을 배치했다.[102]
8. ↑  독일 국방군의 징집 규정은 여러 차례 바뀌었다. 1934년 첫 규정 당시 징집 대상자는 그들은 1800년까지 그들의 아리아 혈통을 증명할 수 있는 독일 국적이어야 했으며, 미혼이고 범죄 기록이 없어야 했다. 모집 대상자는 17세에서 23세 사이여야 했고, 키는 최소 1.74미터여야 했다. 또한, 모집 대상자는 완벽한 치아와 시력을 가져야 했으며, 건강 증명서를 제출해야 했다.[221] 1938년 키에 대한 제한 조건이 사라지고 안경을 써도 된다는 조건이 추가되었으며, 제2차 세계 대전 발발 당시에는 신체 조건을 따지지 않고 징집했다.[222]
9. ↑  영국군의 사상자는 1944년 8월 29일자 "21군집단 전투일지, 'A' 섹션, SITEP"에서 출처를 찾을 수 있다[229]
10. ↑  독일의 공식 역사서는 용기병 작전을 마주한 G 집단군이 9월까지 141,000명의 손실을 입은 것으로 보고 있다. 이 수치는 독일 역사학자들의 몇몇 내부 보고서와 저서를 바탕으로 하고 있다.[242]
11. ↑  독일의 공식적인 역사서는 서부 최고사령부가 40만 명에서 50만 명의 피해를 입었다고 보는 연합군의 첩보를 인용한다.[244]
12. ↑  오버로드 작전 당시 노르망디에서 가장 흔했던 전차나 돌격포는 4호 전차와 650대가 배치된 5호 전차 판터, 그리고 550대가 배치된 3호 돌격포였다. 6호 전차 티거 전차가 120대에서 130대가 있었고, 6호 전차 B형 티거 2가 20대가 있었다. 이 외에도 마르더나 야크트판터 같은 대전차포나 자주포도 몇십 대 있었다. [17]

### 참고 문헌
- Ambrose, Stephen (1994) [1993]. 《D-Day June 6, 1944: The Climactic Battle of World War II》. New York: Simon & Schuster. ISBN 978-0-671-67334-5 – Archive Foundation 경유.
- 《Army Battle Casualties and Non-Battle Deaths in World War II,: Final Report, 7 December 1941 to 31 December 1946》. Washington, DC: Statistical and Accounting Branch, Office of the Adjutant General, Department of the Army. 1953년 6월 1일. OCLC 220594130 – Hyperwar Foundation 경유.
- Badsey, Stephen (1990). 《Normandy 1944: Allied Landings and Breakout》. Campaign No. 1. Oxford: Osprey. ISBN 0-85045-921-4.
- Beevor, Antony (2009). 《D-Day: The Battle for Normandy》. New York; Toronto: Viking. ISBN 978-0-670-02119-2 – Archive Foundation 경유.
- Beevor, Antony (2012). 《The Second World War》. New York: Little, Brown and Company. ISBN 978-0-316-02374-0.
- Bickers, Richard Townshend (1994). 《Air War Normandy》. London: Leo Cooper. ISBN 0-85052-412-1.
- Boog, Horst; Krebs, Gerhard; Vogel, Detlef (2006). 《The Strategic Air War in Europe and the War in the West and East Asia 1943–1944/5》. Germany and the Second World War. Oxford: Clarendon Press. ISBN 978-0-198-22889-9.
- Bradley, Omar N. (1951). 《A Soldier's Story》. New York: Holt. OCLC 769013111 – Archive Foundation 경유.
- Brown, Anthony Cave (2007) [1975]. 《Bodyguard of Lies: The Extraordinary True Story Behind D-Day》. Guilford, CT: Globe Pequot. ISBN 978-1-59921-383-5.
- Buckingham, William F. (2004). 《D-Day: The First 72 Hours》. Stroud: Tempus. ISBN 978-0-7524-2842-0.
- Buckley, John (2006) [2004]. 《British Armour in the Normandy Campaign 1944》. Abingdon: Taylor & Francis. ISBN 0-415-40773-7.
- Churchill, Winston (1949). 《Their Finest Hour》. The Second World War II. Boston; Toronto: Houghton Mifflin. OCLC 396145.
- Churchill, Winston (1951) [1948]. 《Closing the Ring》. The Second World War V. Boston: Houghton Mifflin. OCLC 396150.
- Copp, J. Terry (2000). 《Montgomery's Scientists: Operational Research in Northwest Europe: The Work of No. 2 Operational Research Section with 21 Army Group, June 1944 to July 1945》. Waterloo, Ontario: Laurier Centre for Military, Strategic and Disarmament Studies, Wilfrid Laurier University. ISBN 978-0-9697955-9-9.
- Copp, J. Terry (2003). 《Fields of Fire: The Canadians in Normandy》. Toronto: University of Toronto Press. ISBN 0-8020-3730-5 – Archive Foundation 경유.
- Corta, Henry (1952). 《Les bérets rouges》 [The Red Berets] (프랑스어). Paris: Amicale des anciens parachutistes SAS. OCLC 8226637.
- Corta, Henry (1997). 《Qui ose gagne》 [Who dares, wins] (프랑스어). Vincennes: Service Historique de l'Armée de Terre. ISBN 978-2-86323-103-6.
- “D-Day, the Normandy Invasion, 6 – 25 June 1944”. 《Frequently Asked Questions》. US Department of the Navy, Naval History and Heritage Command. 2010년 11월 24일에 원본 문서에서 보존된 문서. 2017년 3월 30일에 확인함.
- Dear, I.C.B.; Foot, M.R.D., 편집. (2005) [1995], 《The Oxford Companion to World War II》, Oxford; New York: Oxford University Press, ISBN 978-0-19-280666-6
- D'Este, Carlo (2004) [1983]. 《Decision in Normandy: The Real Story of Montgomery and the Allied Campaign》. London: Penguin. ISBN 0-14-101761-9.
- Drez, Ronald J. (2005). “Juno Beach: World War II”. 《www.britannica.com》. 2022년 3월 23일에 확인함.
- Ellis, Lionel; Allen, G. R. G.; Warhurst, A. E. (2004) [1962].  Butler, J. R. M., 편집. 《Victory in the West: The Battle of Normandy》. History of the Second World War United Kingdom Military Series I facs. repr. Naval & Military Press, Uckfield판. London: HMSO. ISBN 1-84574-058-0.
- “Estimated Battle Casualties during the Normandy Invasion on June 6, 1944”. 《www.britannica.com》 (영어). 2022년 5월 3일에 확인함.
- Evans, Richard J. (2008). 《The Third Reich at War》. New York: Penguin Group. ISBN 978-0-14-311671-4.
- Fenton, Ben (2004년 4월 26일). “The disaster that could have scuppered Overlord”. 《The Telegraph》 (Telegraph Media Group). 2014년 2월 16일에 확인함.
- Flint, Edward R (2009). 《The Development of British Civil Affairs and its Employment in the British Sector of Allied Military Operations during the Battle of Normandy, June to August 1944》 (학위논문). Cranfield: Cranfield University. OCLC 757064836.
- Ford, Ken; Zaloga, Steven J (2009). 《Overlord: The D-Day Landings》. Oxford; New York: Osprey. ISBN 978-1-84603-424-4.
- Forty, George (2004). 《Villers Bocage》. Battle Zone Normandy. Cheltenham: Sutton Publishing. ISBN 0-7509-3012-8.
- Frittoli, Edoardo (2019년 6월 7일). “Giugno 1944: gli Italiani in Normandia nei giorni dello sbarco”. 《www.panorama.it》 (이탈리아어). 2020년 11월 29일에 확인함.
- Gaddis, John Lewis (1990) [1972]. 《Russia, the Soviet Union, and the United States: An Interpretive History》. New York: McGraw-Hill. ISBN 978-0-07-557258-9 – Archive Foundation 경유.
- Giangreco, Dennis; Moore, Kathryn; Polmar, Norman (2004). 《Eyewitness D-Day: Firsthand Accounts from the Landing at Normandy to the Liberation of Paris》. New York: Barnes & Noble. ISBN 978-0-7607-5045-2 – Archive Foundation 경유.
- Gilbert, Martin (1989). 《The Second World War: A Complete History》. New York: H. Holt. ISBN 978-0-8050-1788-5 – Archive Foundation 경유.
- Goldstein, Donald M.; Dillon, Katherine V.; Wenger, J. Michael (1994). 《D-Day: The Story and Photographs》. McLean, VA: Brassey's. ISBN 0-02-881057-0.
- Hastings, Max (2006) [1985]. 《Overlord: D-Day and the Battle for Normandy》. New York: Vintage. ISBN 0-307-27571-X.
- Horn, Bernd (2010). 《Men of Steel: Canadian Paratroopers in Normandy, 1944》. Toronto: Dundurn Press. ISBN 978-1-55488-708-8.
- Hughes, Thomas Alexander (2010). 《Overlord: General Pete Quesada and the Triumph of Tactical Air Power in World War II》. New York: Simon and Schuster. ISBN 978-1-43911-853-5.
- Inman, Nick; Staines, Joe (2019). 《Travel the Liberation Route Europe》. London: Rough Guides. ISBN 978-1-78919-430-2.
- “Les Luxembourgeois de la "Brigade Piron"” [The Luxembourg "Brigade Piron"] (프랑스어). 2020년 11월 28일에 확인함.
- Lewis, Nigel (1990). 《Exercise Tiger: The Dramatic True Story of a Hidden Tragedy of World War II》. New York: Prentice-Hall. ISBN 0-13-127796-0 – Archive Foundation 경유.
- Liedtke, Gregory (2015년 1월 2일). “Lost in the Mud: The (nearly) Forgotten Collapse of the German Army in the Western Ukraine, March and April 1944”. 《The Journal of Slavic Military Studies》 28 (1): 215–238. doi:10.1080/13518046.2015.998134. ISSN 1351-8046. S2CID 144324751.
- Maczek, Stainslaw (2006). “The 1st Polish Armoured Division in Normandy”. 《Canadian Military History》 15 (2): 20. 2023년 2월 10일에 확인함.
- Margolian, Howard (1998). 《Conduct Unbecoming: The Story of the Murder of Canadian Prisoners of War in Normandy》. Toronto: University of Toronto Press. ISBN 978-1-4426-7321-2.
- Meadows, Ian (2016). “South Africans in D-Day”. South African Legion. 2023년 4월 9일에 확인함.
- “Normandy American Cemetery and Memorial”. 《tracesofwar.com》. 2019년 2월 21일에 확인함.
- Pogue, Forrest C. (1954). 〈Chapter XIV: The Pursuit Stops Short of the Rhine〉. 《United States Army in World War II: European Theater of Operations: The Supreme Command》. Washington, DC: Office of the Chief of Military History, Department of the Army. LCCN 53-61717 – Hyperwar Foundation 경유.
- Shulman, Milton (2007) [1947]. 《Defeat in the West》. Whitefish, Montana: Kessinger. ISBN 978-0-548-43948-7.
- Stacey, C. P. (1948). 《The Canadian Army 1939–45: A Historical Summary》. Official History of the Canadian Army in the Second World War. Ottawa: Minister of National Defence. OCLC 890761635 – Hyperwar Foundation 경유.
- Stacey, C.P. (1960). 《The Victory Campaign, The Operations in North-West Europe 1944–1945》 (PDF). Official History of the Canadian Army in the Second World War III. Ottawa: Published by Authority of the Minister of National Defence. OCLC 695595624.
- Tamelander, Michael; Zetterling, Niklas (2003) [1995]. 《Avgörandets Ögonblick: Invasionen i Normandie》 [Determining the Decisive Moments: The Invasion of Normandy] (스웨덴어). Stockholm: Norstedts. ISBN 978-91-1-301204-9.
- 〈German Air Activities in OVERLORD Area〉. 《USAF reports related to WWII and Korea》. Air Force Historical Research Agency. 1957.
- Viganò, Marino (1991). 《Il Ministero degli affari esteri e le relazioni internazionali della Repubblica Sociale Italiana》 [The Ministry of Foreign Affairs and International Relations of the Italian Social Republic  (1943–1945)] (이탈리아어). Milano: Jaca Book. ISBN 978-88-16-95081-8.
- Weinberg, Gerhard (1995) [1993]. 《A World at Arms: A Global History of World War II》. Cambridge: Cambridge University Press. ISBN 978-0-521-55879-2.
- Whitmarsh, Andrew (2009). 《D-Day in Photographs》. Stroud: History Press. ISBN 978-0-7524-5095-7.
- Williams, Jeffery (1988). 《The Long Left Flank: The Hard Fought Way to the Reich, 1944–1945》. Toronto: Stoddart. ISBN 0-7737-2194-0.
- Williams, Paul (2013). 《Hitler's Atlantic Wall: Pas De Calais》. Philadelphia: Casemate. ISBN 978-1-84884-817-7.
- Wilmot, Chester (1997) [1952]. 《The Struggle For Europe》. Ware, Hertfordshire: Wordsworth Editions. ISBN 1-85326-677-9.
- Zaloga, Steven J. (2013). 《The Devil's Garden: Rommel's Desperate Defense of Omaha Beach on D-Day》. Harrisburg, PA: Stackpole Books. ISBN 978-0-8117-1228-6.
- Zaloga, Steven J. (2015). 《Armored Champion: The Top Tanks of World War II》. Mechanicsburg, PA: Stackpole Books. ISBN 978-0-8117-6113-0.
- Zetterling, Niklas (2000). 《Normandy 1944: German Military Organisation, Combat Power and Organizational Effectiveness》. Winnipeg: J. J. Fedorowicz. ISBN 0-921991-56-8.
- Zuehlke, Mark (2004). 《Juno Beach: Canada's D-Day Victory: June 6, 1944》. Vancouver: Douglas & McIntyre. ISBN 1-55365-050-6.

### 같이 읽기
- Ambrose, Stephen E. (1969). 《The Supreme Commander: The War Years of General Dwight D. Eisenhower》. Garden City, NY: Doubleday. OCLC 660826327.
- Foot, M. R. D. (1984). 《SOE: An Outline History of the Special Operations Executive 1940–1946》. London: BBC Publications. ISBN 978-0-563-20193-9.
- Keegan, John (1982). 《Six Armies in Normandy》. New York: Penguin Books. ISBN 978-0-14-005293-0.
- Matloff, Maurice (1959). 《Strategic Planning for Coalition Warfare, 1943–1944》. Washington, DC: Center of Military History, United States Army.
- Montgomery, Bernard (1946). 《Normandy to the Baltic》. London: Hutchinson. OCLC 637320842.
- Neillands, Robin (2002). 《The Battle of Normandy, 1944》. London: Cassell. ISBN 978-0-304-35837-3 – Archive Foundation 경유.
- Ryan, Cornelius (1959). 《The Longest Day: June 6, 1944》. New York: Simon & Schuster. OCLC 1175409.
- Whitlock, Flint (2004). 《The Fighting First: The Untold Story of The Big Red One on D-Day》. Boulder: Westview. ISBN 978-0-8133-4218-4 – Archive Foundation 경유.
- Zaloga, Steven (2001). 《Operation Cobra 1944: Breakout from Normandy》. Campaign No. 88. Oxford: Osprey. ISBN 978-1-84176-296-8.